# Nino Visconti
Ugolino Visconti, conosciuto come Nino (Pisa, 1265 circa – Gallura, agosto 1296), è stato un nobile e politico italiano, giudice di Gallura e signore della terza parte orientale del cagliaritano dal 12 giugno 1275 fino alla sua morte, nonché capitano del popolo di Pisa dal luglio 1286 al 30 giugno 1288 e podestà della medesima città dal maggio/giugno 1287 al 30 giugno 1288.
Erede della linea principale di una delle più potenti dinastie pisane, i Visconti di Pisa, nacque nel periodo di maggiore espansione economica e culturale della città toscana, durante il quale questa estese notevolmente la sua influenza sulla Sardegna. Cresciuto in un contesto di grandi rivalità familiari, nel 1274 fu condannato all'esilio insieme al padre e al più stretto parentado, facendo ritorno poi a Pisa da vincitore a seguito della pace di Rinonico.
Divenuto successivamente capitano del popolo e podestà insieme al nonno, il conte Ugolino della Gherardesca, fu rovesciato da un complotto ordito dall'arcivescovo Ruggieri degli Ubaldini, lottando per il restante periodo della propria vita al fine di recuperare quanto perduto.
Immortalato dall'amico Dante nel Purgatorio della sua Commedia, Nino Visconti fu uno dei protagonisti assoluti della storia pisana del tardo '200, esponente della fazione guelfa e filo-papale cittadina nonché «tormentato erede» delle disgrazie paterne, morendo come lui nel tentativo di difendere i propri interessi ideali.

## Fonti

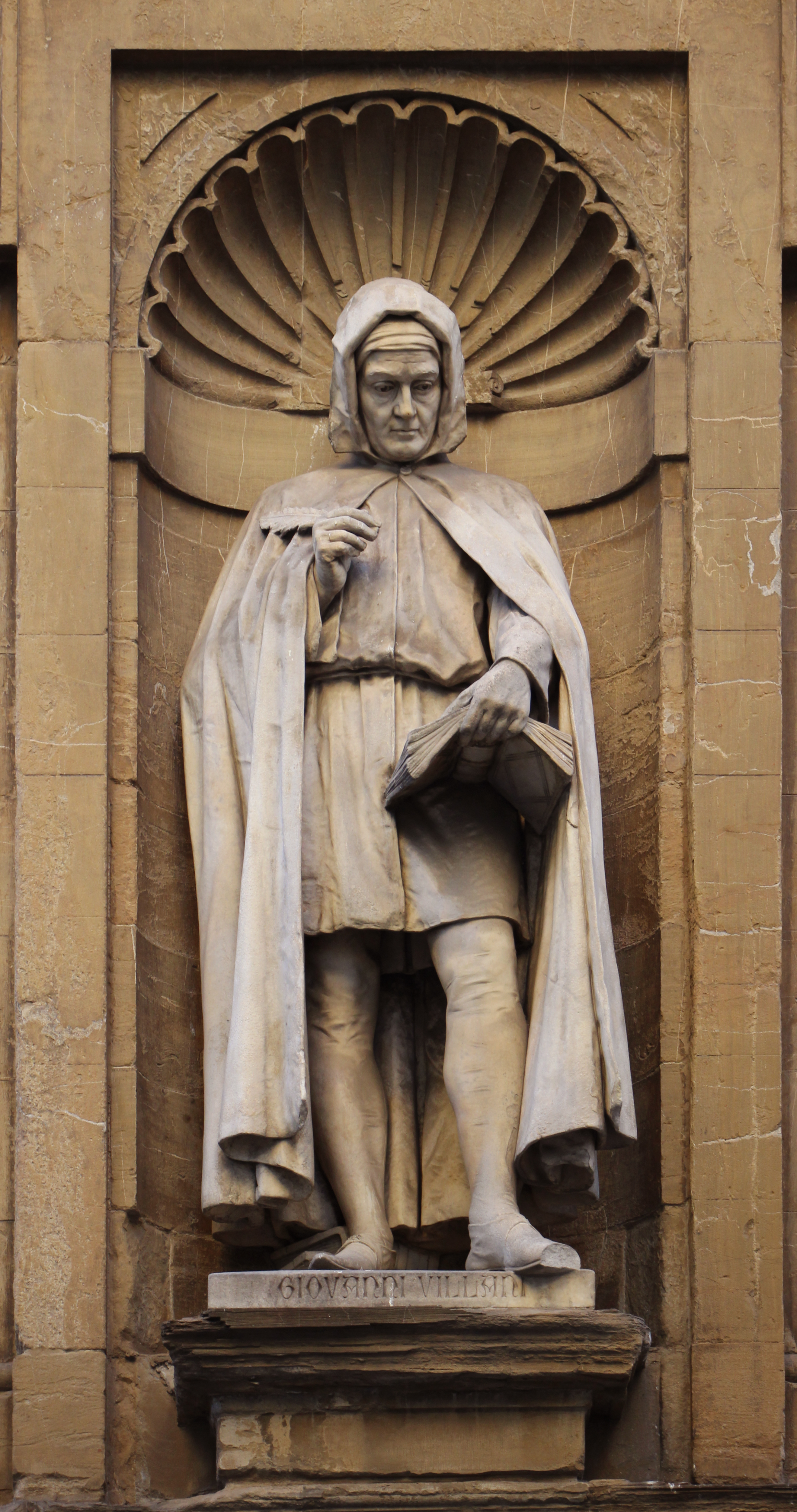
Statua di Giovanni Villani, Loggia del Mercato Nuovo, Firenze

Grazie all'importante rilievo politico che ricoprì durante gran parte della propria esistenza, Nino Visconti godette di un'ampia fama in tutto il territorio italiano; uno dei più celebrati cronisti del Tardo Medioevo, Giovanni Villani, trattò ampiamente della vita del giudice nel suo magnum opus, la Nova Cronica, definendolo «grand[e] e possent[e] cittadin[o]» nonché, insieme ad altri patrizi pisani, dominatore dei mari. Altre fonti rilevanti, anche se parziali e meno attendibili, sono diverse testimonianze scritte più o meno contemporanee, come la Cronaca pisana e la Cronaca roncioniana.
Per l'ultimo decennio del XIII secolo sono valide testimonianze le numerose lettere scritte da Nino a diversi comuni toscani, come quelle datate al 1293 e indirizzate ai priori di Firenze.
Il giudice Nino fu inoltre al centro delle argomentazioni di numerosi dantisti, tra cui Carlo Troya, Presidente del Consiglio dei ministri del Regno delle Due Sicilie, Jacopo della Lana, illustre letterato, Graziolo de' Bambaglioli, cancelliere del Comune di Bologna e Francesco da Buti, grammatico e latinista.

## Biografia

### Origini familiari

#### I Visconti

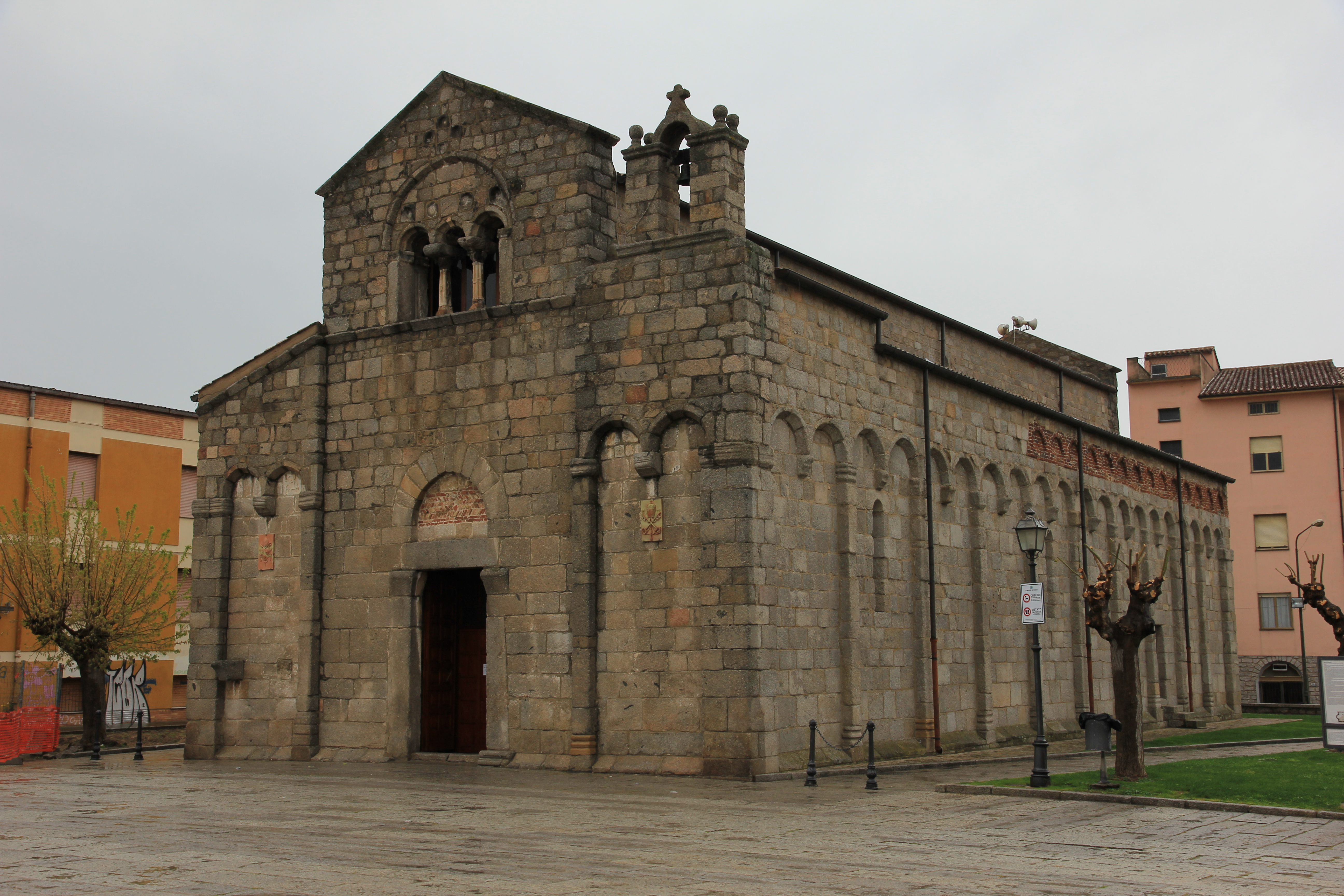
Basilica di San Simplicio, Olbia; l'edificio religioso gallurese fu terminato verso la metà del XII secolo, poco prima dell'avvento sardo dei Visconti

I Visconti erano tra le più influenti casate nobiliari pisane; per generazioni i membri di questa consorteria avevano ricoperto l'incarico di vicecomes, associando indissolubilmente il titolo al cognome della dinastia. La carica istituzionale del "visconte", creata dai franchi, poteva essere retta solo da rampolli della nobiltà feudale, e implicava la gestione degli affari giudiziari, l'applicazione delle imposte e l'organizzazione di spedizioni militari. La casata per generazioni ebbe un ruolo di primaria importanza nel governo consolare pisano, rinunciando però sempre a guidarlo; la situazione variò nel XII secolo, quando, nel tentativo di assumere il controllo totale degli organi governativi, i Visconti furono esiliati; il decadimento fu tuttavia solo temporaneo: già nel 1164, nella figura di Gherardo, l'ampia consorteria riuscì nell'intento di impadronirsi della carica di console, prendendo nuovamente parte attiva nella vita cittadina.
La penetrazione viscontea in Sardegna fu invece inaugurata dal matrimonio del console Eldizio, nel 1183, con un'anonima figlia del giudice di Cagliari Pietro Torchitorio III, nata tra il 1170 ed il 1171. Da questa unione nacquero quattro figli: Alberto, Galgano, Lamberto ed Ubaldo. Se dei primi due si conosce poco, Lamberto ed Ubaldo furono invece tra i massimi protagonisti della storia sardo-pisana della prima metà del XIII secolo.

#### Matrimonio tra Lamberto Visconti ed Elena di Gallura

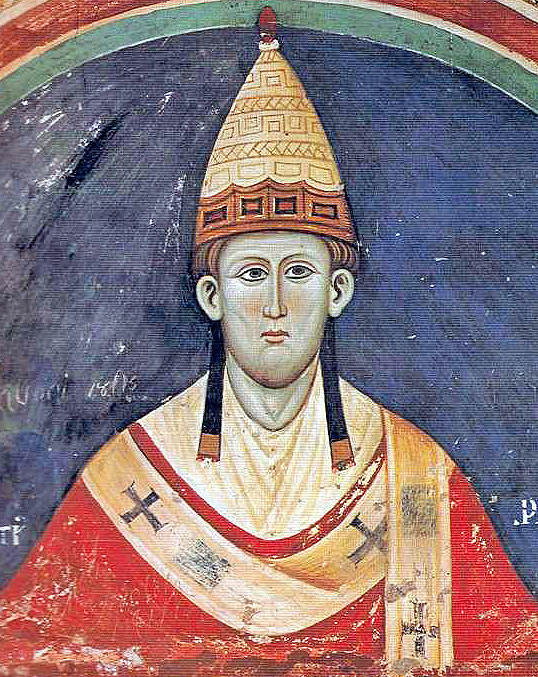
Papa Innocenzo III in un affresco del monastero di San Benedetto, a Subiaco

Nel 1203 il giudice Barisone I di Gallura morì, lasciando la totalità dei propri possedimenti alla figlia, la giovane Elena di Gallura, affidata alla tutela del papa, all'epoca Innocenzo III. Poiché la legge successoria giudicale stabiliva che il marito dell'ereditiera avrebbe dovuto ricoprire il rango di sovrano, si fecero avanti un numero consistente di pretendenti; il principe Ittocorre, appoggiato dal fratello Comita I di Torres, domandò la mano della donnicella, ma fu Guglielmo Malaspina, sostenuto dal cognato Guglielmo I Salusio IV, giudice di Cagliari, che ne aveva sposato la sorella Adelaide, ad avvicinarsi maggiormente al raggiungimento dello scopo: riunito un esercito, invase la Gallura, catturando la giudicessa e sua madre. Innocenzo III, che aveva già individuato come partito per la principessa il cugino, Trasamondo dei Conti di Segni, minacciò di scomunica tutti i pretendenti, intimando loro di ritirarsi nei rispettivi possedimenti; richiamato dal cognato, il Malaspina lasciò dunque campo libero al pontefice. Fu in particolare il giudice di Cagliari, che in passato aveva avuto notevoli attriti con il papa, a fare pressioni su di lui affinché si piegasse al volere di Innocenzo III; fu infatti questo il tema di una lettera spedita dal pontefice al sovrano isolano, il 15 settembre del 1203, in cui il primo si complimentava con il secondo per aver evitato che Ittocorre de Lacon-Gunale sposasse Elena, cui era legato da uno stretto rapporto di parentela.
Tuttavia, mentre Trasamondo si preparava a partire alla volta della Sardegna, giunse dalla Gallura la notizia che la giudicessa Elena aveva contratto matrimonio, tra l'agosto del 1206 ed il gennaio del 1207, con il pisano Lamberto, figlio di Eldizio Visconti e pretendente del giudicato di Cagliari. La reazione papale non si fece attendere: nell'arco dello stesso anno Elena, sua madre Odolina, Lamberto, la «terra di Gallura» e la Repubblica di Pisa ricevettero la sanzione ecclesiastica più grave: la scomunica. 
Poco dopo, al termine dell'estate dello stesso anno, si trovava a Roma un'ambasceria pisana capitanata da Goffredo Visconti, la quale s'impegnò con il pontefice affinché il Visconti si presentasse al suo cospetto per rispondere della sua disobbedienza. Tuttavia il neo-marito della principessa non si presentò mai, dando il via anzi a un progressivo piano espansionistico che avrebbe portato successivamente lui e suo fratello a controllare buona metà della Sardegna. Nonostante ciò entro l'anno la scomunica ai danni di Lamberto e di Pisa fu revocata, ma non per Elena ed Odolina, le quali, indipendentemente da ogni influenza e perfettamente capaci d'intendere e di volere, avevano comunque disobbedito all'ordine pontificio.

#### Espansionismo e contrasti con gli Obertenghi

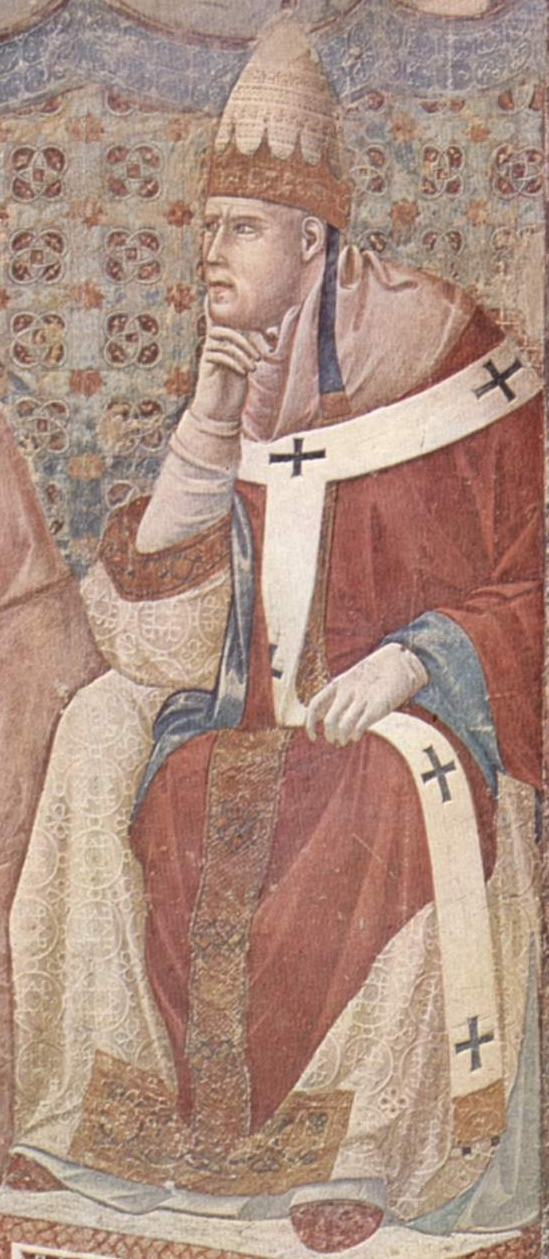
Onorio III in un affresco di Giotto, Basilica superiore di San Francesco d'Assisi

Elena di Gallura morì comunque molto prematuramente, entro il 1218, dopo aver messo alla luce, intorno al 1207, il futuro giudice Ubaldo junior; questo evento diede così mano libera a Lamberto, il quale poté gestire in massima libertà le politiche del giudicato.
Nel 1187 per la prima volta un giudicato sardo, quello di Cagliari, era stato occupato da un nobile «continentale», il marchese di Massa e Corsica Oberto degli Obertenghi, genero di Costantino II Salusio III (†1165), il quale aveva avuto solo figlie femmine dalle due mogli. Oberto avevo raggiunto il potere estromettendo il cognato, il già citato Pietro Torchitorio, unico sardo tra i mariti delle tre donnicelle. Questi aveva attuato, seguendo l'esempio del fratello maggiore Barisone II, scelte politiche fortemente filo-genovesi, causando l'animosità del comune pisano e nello specifico del marito di Giorgia, la secondogenita, il quale era intervenuto estromettendolo dal trono. 
Alla morte di Oberto, avvenuta poco dopo, salì al trono il di lui figlio Guglielmo, poi Salusio IV, che si fece immediatamente portavoce di un'esuberante politica espansionistica ai danni degli stati confinanti: nel 1194 invase il giudicato di Torres, impadronendosi del prezioso castello del Goceano; superata la tripla cinta muraria, l'obertengo catturò la catalana Prunisinda, consorte del sovrano logudorese Costantino II, violentandola e deportandola a Santa Igia, dove morì poco dopo di malaria. 
La guerra, conclusasi l'anno seguente, provò fisicamente e psicologicamente il sovrano turritano, che morì scomunicato nel 1198, lasciando il trono al fratello Comita.
Bramoso di impadronirsi dell'intera Sardegna, Guglielmo, dopo aver conquistato gran parte dell'Arborea, si rivolse verso Lamberto, divenendogli ostile nonostante lo stretto rapporto di parentela (il fratello del marito di Elena, Ubaldo senior, era cognato del giudice cagliaritano). 
Alla base della forte rivalità tra le due influenti casate vi era l'usurpazione attuata nel 1190 dagli Obertenghi, i quali avevano così negato alla madre di Lamberto e Ubaldo la successione al padre. 
Tuttavia, dopo oltre 24 anni di regno, nel 1214, Guglielmo I Salusio IV morì, lasciando i propri possedimenti toscani e sardi alla figlia maggiore, Benedetta, sposata con Barisone Torchitorio IV, figlio dello sconfitto Pietro I d'Arborea.
La morte del feroce ed agguerrito Guglielmo diede la possibilità a Lamberto di impadronirsi di ciò che per diritto ereditario avrebbe dovuto essere suo; così, nel 1217, rimasto probabilmente già vedovo di Elena, il Visconti, organizzata una poderoso flotta (da lui solo armata o con contributi di altre consorterie), fronteggiò la costa cagliaritana, costringendo Benedetta e suo marito a scendere a patti: fecero battezzare Maria, unica figlia femmina, a Lamberto, giurando inoltre fedeltà a Pisa e consegnando alla repubblica, come pegno della loro promessa, la collina sovrastante Santa Igia, dove successivamente sarebbe nato Castel di Castro. 
Poco dopo al giudice di Gallura si unì il fratello Ubaldo, podestà di Siena nel 1213 e poi di Pisa dal 1215 al 1218, il quale non aveva esitato ad usare fondi pubblici per assoldare mercenari al fine di sostenere l'impresa di Lamberto. Giunto in Sardegna, non solo confiscò proprietà dei sostenitori di Benedetta, ma fortificò l'appena fondata cittadina di Cagliari, munendola di mura imponenti che misero a rischio la posizione della giudicessa, già traballante. Ella, non essendo assolutamente in grado di difendere i propri interessi, implorò l'aiuto di papa Onorio III, intavolando alleanza con Genova e con il cognato, Mariano II; il pontefice non esitò ad accorrere in soccorso della sovrana: dopo averla sciolta dal giuramento nei confronti di Pisa, ordinò che il Castrum Caralis venisse smantellato e consegnato al nunzio pontificio, scelto momentaneamente nella figura del cardinale Ugolino dei Conti di Segni (futuro papa Gregorio IX).

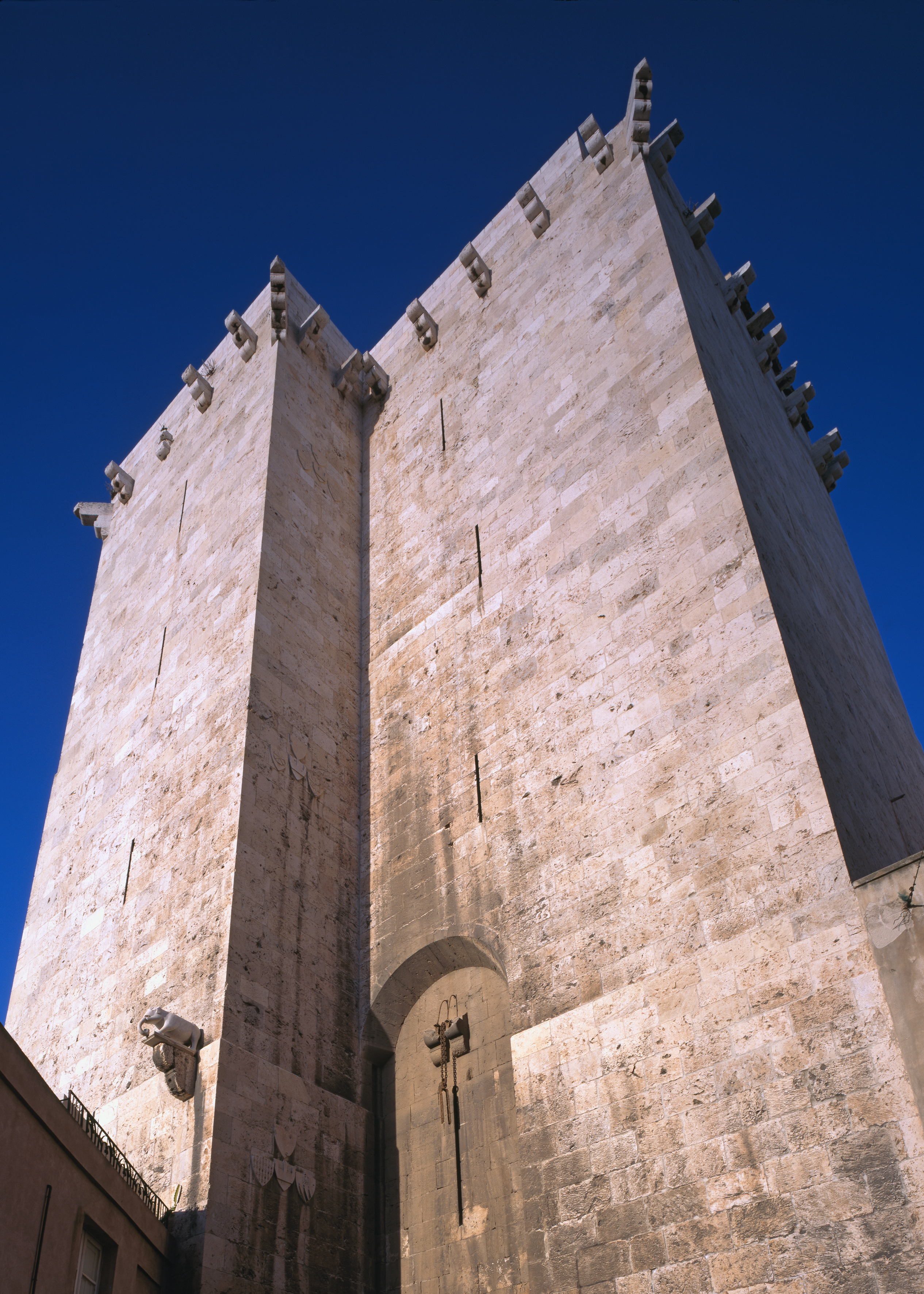
Torre dell'Elefante, Cagliari; l'imponente costruzione fa parte delle fortificazioni, terminate all'inizio del XIV secolo, atte a difendere la città.

Così l'accordo fu firmato, ma alla morte del neanche trentenne Barisone Torchitorio, avvenuta poco dopo, la situazione precipitò nuovamente: temendo che Benedetta si alleasse con i genovesi, Lamberto l'arrestò, irritando il papa, che ordinò all'arcivescovo pisano di farli desistere, pena la scomunica, ma questi assecondò la riconferma di Ubaldo Visconti alla carica di podestà, permettendo persino che i messi pontifici venissero percossi nella sua stessa residenza. Chiamato in causa dall'invito di Onorio III ad intervenire in favore della cognata, Mariano II invase la Gallura e l'Arborea, spedendo il nipote, Nicolò Doria, nel giudicato di Cagliari. Nonostante un'iniziale vittoria, incassò una grave sconfitta, firmando pace il 18 settembre 1219: oltre a riconoscere Lamberto quale sovrano dei propri possedimenti, il giudice turritano fu costretto a dare in sposa al tredicenne Ubaldo junior la propria figlia Adelasia.
Ormai vedova e sconfitta, Benedetta dovette dunque piegarsi alla promessa di sposare un Visconti, convolando a nozze proprio con Lamberto, che così si assicurò il totale controllo anche del giudicato di Cagliari. I pessimi rapporti incorrenti tra il sovrano gallurese e la Santa Sede, uniti alla consanguineità dei due sposi, spinsero papa Onorio III a dichiarare nulle le nozze, arrivando a definirle come "sacrileghe".
Nonostante i numerosi ed implacabili "anatemi" papali i due fratelli riuscirono ad estendere ancor più la propria influenza nel territorio sardo, facendo impalmare a Pietro II d'Arborea la giovane Diana, figlia di Ubaldo senior. Così Pisa, nell'arco di pochi decenni, anche se indirettamente e tramite autorevoli cittadini che vantavano pretese sui giudicati, era riuscita ad ottenere il totale monopolio dell'isola sarda, istituendo per difendere i propri interessi un apposito exercitus Sardiniae.
Tuttavia, nel 1224, Lamberto morì, e Benedetta convolò nuovamente a nozze con il nobile -lucchese e filo-papale- Enrico di Ceola. La rappresaglia viscontea non si fece attendere, ed i due consorti furono immediatamente imprigionati da Ubaldo senior, il quale solo dopo numerose pressioni pontificie liberò la giudicessa ed il marito. Benedetta, ormai stanca, dopo la morte del terzo marito convolò a nozze un'ultima volta, con Rinaldo de Gualandi o de Glandis, ritirandosi nei suoi domini continentali di Massa, dove spirò nel 1232.

#### Ubaldojunior

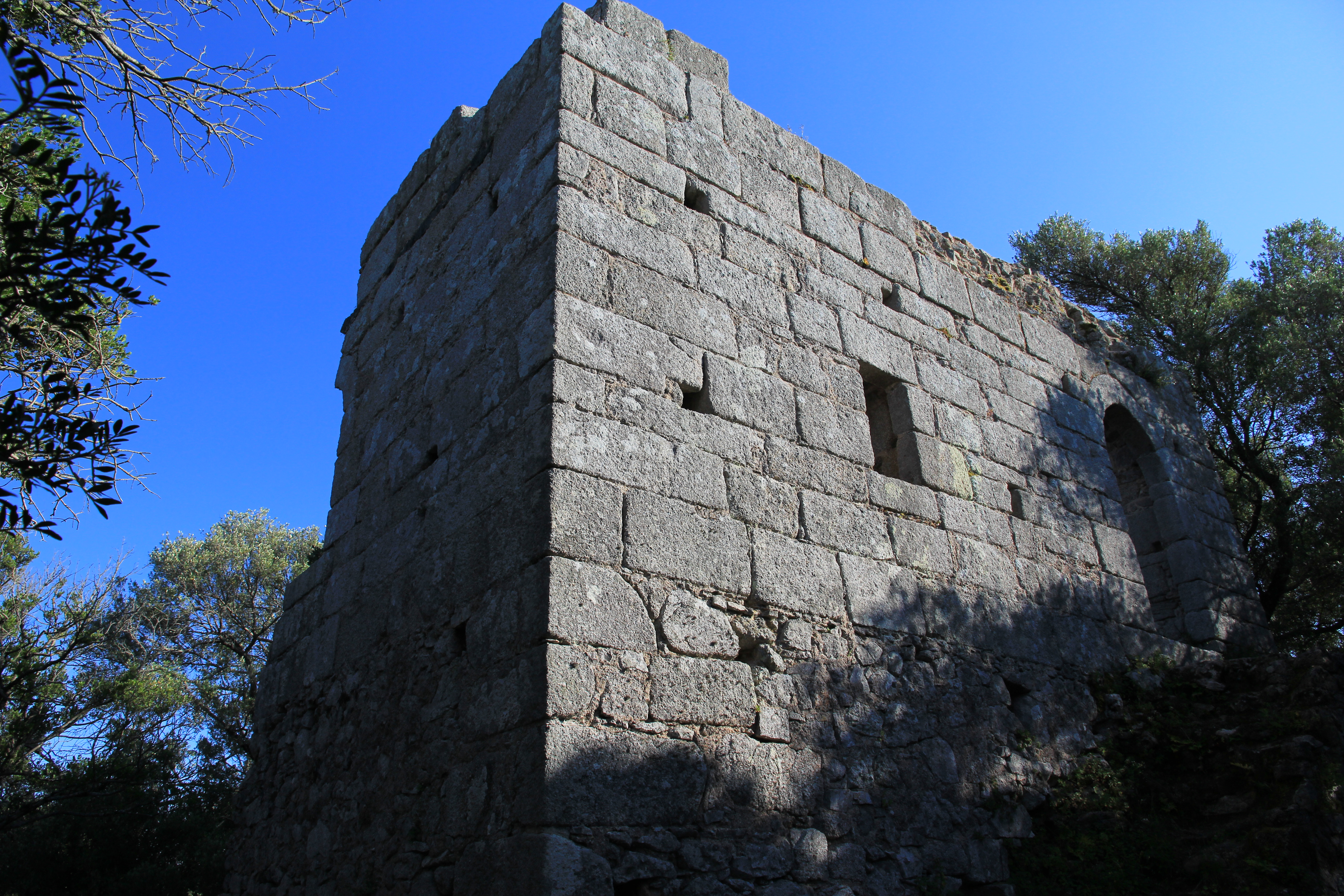
Il palazzo di Baldu a Luogosanto; l'edificio fu una delle numerose residenze di Ubaldo junior

Morto Ubaldo senior, tra il 1229 ed il 1231, capo assoluto del casato visconteo divenne il 23enne Ubaldo junior, giudice di Gallura e marito della coetanea Adelasia de Lacon-Gunale. Il giovane diede immediatamente sfoggio delle sue capacità: dopo poco, forte della discendenza che lo legava al giudice Pietro Torchitorio III, si autoproclamò rector callaritanus. Questo gesto causò una lotta dinastica che frappose ancora una volta i Massa ai Visconti nelle figure di due adolescenti: da una parte Guglielmo II Salusio V, figlio di Benedetta ed erede delle fortune dei Massa, dall'altra Giovanni Visconti, figlio di Ubaldo senior ed ancora bambino. Sebbene il secondo fosse sostenuto dal cugino Ubaldo junior fu il primo ad ottenere il sopravvento, grazie alle consistenti milizie del conte di Bolgheri Ranieri della Gherardesca, marito di Agnese, sorella di Benedetta. Agnese all'epoca si trovava in una posizione molto equivoca e traballante: era infatti zia materna di Guglielmo Salusio, ma anche suocera di Ubaldo in quanto madre di Adelasia. Quest'ultimo, sconfitto, fuggì da Santa Igia, rifugiandosi in Gallura con Rodolfo di Capraia suo fedele alleato.
Poco più tardi, tra la fine del 1235 ed i primi mesi del 1236 a Sassari scoppiò una rivolta, la quale si diffuse ben presto nei principali centri della zona, degenerando sino al barbaro omicidio dell'adolescente Barisone III, fratello minore di Adelasia, trucidato nella chiesa in cui aveva cercato rifugio. I particolari dell'evento furono talmente macabri da causare il disgusto e l'indignazione di papa Gregorio IX, il quale invocò l'apertura dei baratri dell'Inferno per gli assassini del ragazzo:
La causa della ribellione è stata individuata nella pessima gestione dello stato attuata dai due reggenti, Orzocco de Serra ed il donnicello Ittocorre de Lacon-Gunale, i quali ricorsero persino ad una pesantissima tassazione ecclesiastica pur di migliorare la situazione precaria in cui versavano le casse giudicali.
Dopo la terribile morte del fratello, la legittima erede rimase dunque Adelasia, la quale non senza difficoltà riuscì a prendere il controllo della sua vasta eredità; poco dopo Ubaldo, in quanto marito della principessa, ricevette dalle mani dell'arcivescovo lo scettro del giudicato di Torres, acquisendo il controllo dell'intera parte settentrionale della Sardegna.
Il suo regno fu però assai breve: dopo aver ottenuto una decisiva riconciliazione con la Santa Sede, all'apice della potenza, Ubaldo spirò a Silki, lontano dalla capitale Ardara; nel suo testamento lasciava tutti i suoi beni, ad eccezione di quelli acquisiti con il matrimonio, al cugino Giovanni.

#### Successione di Giovanni Visconti

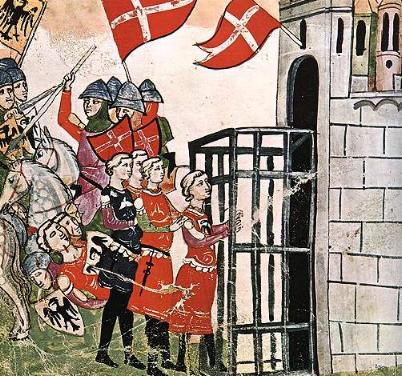
Enzo di Svevia imprigionato a Bologna (Nuova Cronica, Giovanni Villani)

Alla morte di Ubaldo, per sua ultima volontà, la Gallura e la totalità degli ultimi possedimenti privati detenuti dai Visconti nel cagliaritano passarono al giovane cugino Giovanni, nella cui vece Galgano Visconti, con uno stuolo di armati, giunse in Sardegna. Quest'azione fu necessaria a causa delle contestazioni attuate dal pontefice, che rivendicava il giudicato gallurese per Adelasia ed il suo futuro sposo, che la Santa Sede aveva individuato nella persona dell'ex-podestà di Siena, Guelfo de' Porcari, all'epoca 70enne.
Il tentativo papale di accasare la vedova Adelasia con l'anziano nobile toscano risultò sgradito sia alla consorteria viscontea, che per quanto guelfa vedeva accresciuta la negativa influenza pontificia, sia ai ghibellinissimi Doria, che proposero alla giudicessa il nome di Enzo, figlio prediletto di Federico II di Svevia, imperatore del Sacro Romano Impero e Re di Sicilia, di lei più giovane di circa quindici anni.
Così il principe, armato cavaliere e creato Rex Sardiniae presso Cremona dal padre, navigò con fastoso seguito verso l'isola, celebrando ad Ardara il matrimonio con la trentenne Adelasia, primo passo per il totale assoggettamento -mai raggiunto- dell'area giudicale al regime imperiale. 
Le nozze, viste con sfavore dai guelfi italiani, furono seguite dalla scomunica dell'irato papa Gregorio IX, che il 20 marzo 1239 scagliò il proprio anatema contro Federico II, suo figlio e la sposa. L'unione tra il principe svevo e la giudicessa turritana mise in difficoltà anche la consorteria viscontea, che a causa del titolo, portato da Enzo, di Rex Turrium et Gallure, rese travagliata la reggenza di Giovanni del regno ereditato dal cugino Ubaldo.
La situazione migliorò sensibilmente, invece, dopo la partenza di Enzo alla volta dell'Italia, che permise ai Visconti di poter più facilmente riaffermare la propria autorità sul territorio; è comunque documentata, anche in Gallura, la presenza di vicari incaricati dal re svevo, i quali contrastarono aspramente le comunità monastiche, fedeli al pontefice Innocenzo IV.
Nonostante un'iniziale contrarietà alla trasmissione ad un altro Visconti del possesso della Gallura, dopo la cattura a Fossalta di Enzo (1249) e la morte di Federico II (1250), i pontefici riconobbero finalmente quale judex Giovanni, anche se virtualmente co-regnante insieme ad Adelasia, prosciolta dai suoi impegni matrimoniali con l'ormai prigioniero marito svevo.

#### Conquista del giudicato di Cagliari
A seguito delle vittorie viscontee nel cagliaritano gli interessi pisani erano sempre stati tutelati, ma l'ascesa al trono sant'igiano di Giovanni Torchitorio V, detto Chiano capovolse la situazione.
Nel 1256, infatti, questi sottoscrisse un patto con i genovesi, ponendo sotto la loro protezione la capitale giudicale, concedendo loro il totale possesso delle saline e del Castrum Caralis nonché la promessa di ammogliarsi con chi il comune ligure gli avesse destinato. 
Questo onerosissimo trattato non ledeva soltanto la sovranità del giudice cagliaritano, ma anche gli interessi di Pisa, la quale perdeva così la preziosissima via commerciale verso i mercati medio-orientali ed alcune zone del Maghreb.
Da Porto Pisano partì dunque una flotta di sette/otto galee, capitanate dai conti Ugolino e Gherardo della Gherardesca nonché da Francesco Malaspina, i quali subirono tuttavia diverse sconfitte da parte delle navi genovesi. La vittoria della città dell'Arno fu dettata infatti dall'intervento di Giovanni Visconti e di Guglielmo di Capraia, reggente del giudicato d'Arborea, i quali catturarono Torchitorio V, uccidendolo. Secondo alcuni resoconti contemporanei al disopra del corpo del deceduto sovrano sarebbe stato armato cavaliere Gherardo della Gherardesca, all'epoca ancora in giovane età.
L'uccisione di Chiano portò soltanto all'ascesa dell'ancora più filo-ligure Guglielmo di Cèpola, poi Salusio VI, il quale rinunciò quasi del tutto alle proprie prerogative, facendo atto di vassallaggio a Genova, giurando di muovere guerra e far pace soltanto a suo ordine. 
La reazione toscana non si fece attendere: armato un consistente esercito, la coalizione strinse d'assedio Castel di Castro, con l'obiettivo di prenderlo per fame. Dopo un iniziale tentativo di mediazione, naufragato a causa del filo-ligure papa Alessandro IV, il 20 luglio 1257, Santa Igia aprì i battenti ai nemici. 
Il giudicato cagliaritano fu diviso in tre parti: una all'Arborea, una alla Gallura viscontea ed una ai della Gherardesca, mentre il Castrum Caralis fu affidato alla gestione diretta del comune pisano; Santa Igia venne invece completamente rasa al suolo e cosparsa di sale. 
Al ristretto giudicato di Gallura si aggiunsero così le curatorìe (province) d'Ogliastra, Quirra, Sarrabus e Colostrai, le quali costituivano la terza parte orientale del cagliaritano.

### Nascita di Nino

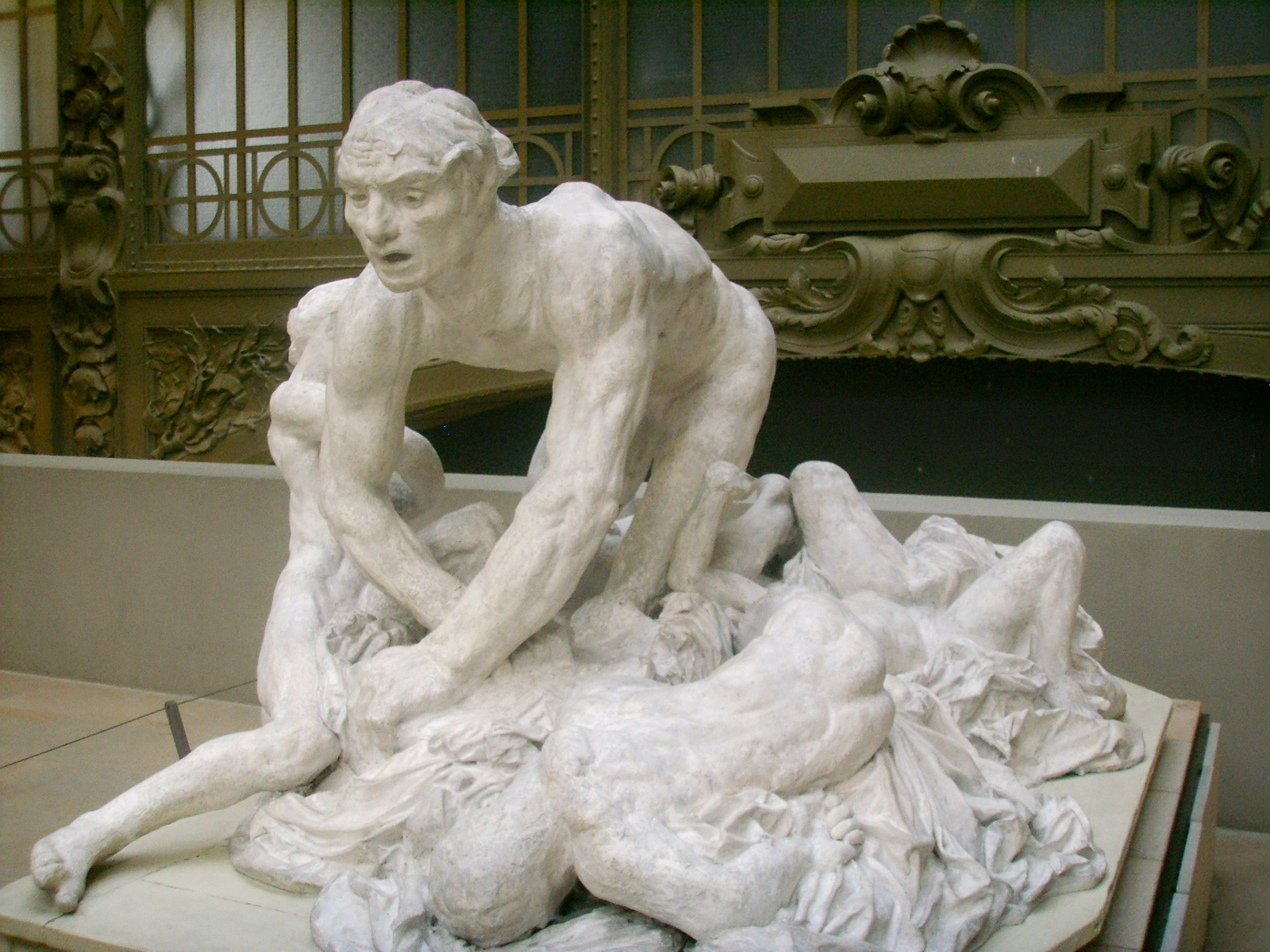
Auguste Rodin, il Conte Ugolino e i suoi figli, Musée d'Orsay, Parigi

L'intesa crescente tra i Visconti ed i della Gherardesca, nata dalla pace cittadina del 1237 e cresciuta durante l'impresa cagliaritana, fu definitivamente suggellata agli inizi degli anni '60, quando il vedovo giudice Giovanni convolò a nozze con un'anonima figlia del conte Ugolino della Gherardesca. 
Quest'ultimo, nato nei primi decenni del secolo, aveva sposato Ildebrandesca di Sicherio dei Matti (a lungo ritenuta una Pannocchieschi), da cui aveva avuto quattro figli maschi e quattro figlie femmine: Guelfo, Lotto, Gaddo, Uguccione, Emilia, Gherardesca, l'anonima consorte del Visconti e Giacomina.
Sebbene figlia di un eminente personaggio politico, della madre di Nino sono rimaste solo rare notizie, tutte frammentarie e senza indicazioni al suo nome o alla sua data di nascita; fatto non straordinario, presa in considerazione l'ottica maschilista che vedeva nella gran parte dei casi la donna come semplice merce di scambio o di alleanza. Tuttavia grazie ad alcune testimonianze si è giunti a credere si potesse chiamare Chiara.
Anche la data di nascita di Nino è oggetto di costante dibattito, in quanto non riportata in nessuna delle fonti d'epoca. È stata tradizionalmente fissata al 1265 per via della documentata e già raggiunta maggiore età nel 1285; l'inizio dell'età adulta era individuato infatti a Pisa intorno ai 20 anni.
Inoltre, anche il numero esatto dei fratelli e delle sorelle di Nino è incerto; sono stati individuati nelle figure di Lapo, Guelfo e Ginevra. Nello specifico la maggioranza delle incertezze sono concentrate su quest'ultima; ritenuta a lungo sposa di Vanni di Cortevecchia-Roncioni, il rinvenimento di una cronaca toscana contemporanea ai fatti ha permesso di accertare fosse invece consorte di tale filium Domini Gentilis de Roma.
|         |         |         |         |                                                   |                                      |                               |                               |                                        |                                                                                |                                                                                |                                          |                          |        |        |
|         |         |         |         | Eldizio Visconti sp. N, figlia di Torchitorio III |                                      |                               |                               |                                        |                                                                                |                                                                                |                                          |                          |        |        |
|         |         |         |         |                                                   |                                      |                               |                               |                                        |                                                                                |                                                                                |                                          |                          |        |        |
|         |         |         |         |                                                   |                                      |                               |                               |                                        |                                                                                |                                                                                |                                          |                          |        |        |
| Alberto | Alberto | Galgano | Galgano | Lamberto sp. Elena di Gallura                     | Lamberto sp. Elena di Gallura        |                               |                               | Ubaldo senior sp. Contessa Burgundione | Ubaldo senior sp. Contessa Burgundione                                         |                                                                                |                                          |                          |        |        |
|         |         |         |         |                                                   |                                      |                               |                               |                                        |                                                                                |                                                                                |                                          |                          |        |        |
|         |         |         |         |                                                   |                                      |                               |                               |                                        |                                                                                |                                                                                |                                          |                          |        |        |
|         |         |         |         | Ubaldo junior sp. Adelasia di Torres              | Ubaldo junior sp. Adelasia di Torres | Federico arcivescovo, incerto | Federico arcivescovo, incerto | Diana sp. Pietro II di Arborea         | Diana sp. Pietro II di Arborea                                                 | Giovanni sp. (Chiara?) della Gherardesca                                       | Giovanni sp. (Chiara?) della Gherardesca |                          |        |        |
|         |         |         |         |                                                   |                                      |                               |                               |                                        |                                                                                |                                                                                |                                          |                          |        |        |
|         |         |         |         |                                                   |                                      |                               |                               |                                        |                                                                                |                                                                                |                                          |                          |        |        |
|         |         |         |         |                                                   |                                      |                               | Lapo                          | Lapo                                   | Ginevra sp. filium Domini Gentilis de Roma (anonimo figlio di Gentile Orsini?) | Ginevra sp. filium Domini Gentilis de Roma (anonimo figlio di Gentile Orsini?) | Nino sp. Beatrice d'Este                 | Nino sp. Beatrice d'Este | Guelfo | Guelfo |

### Infanzia e adolescenza

#### Primi anni

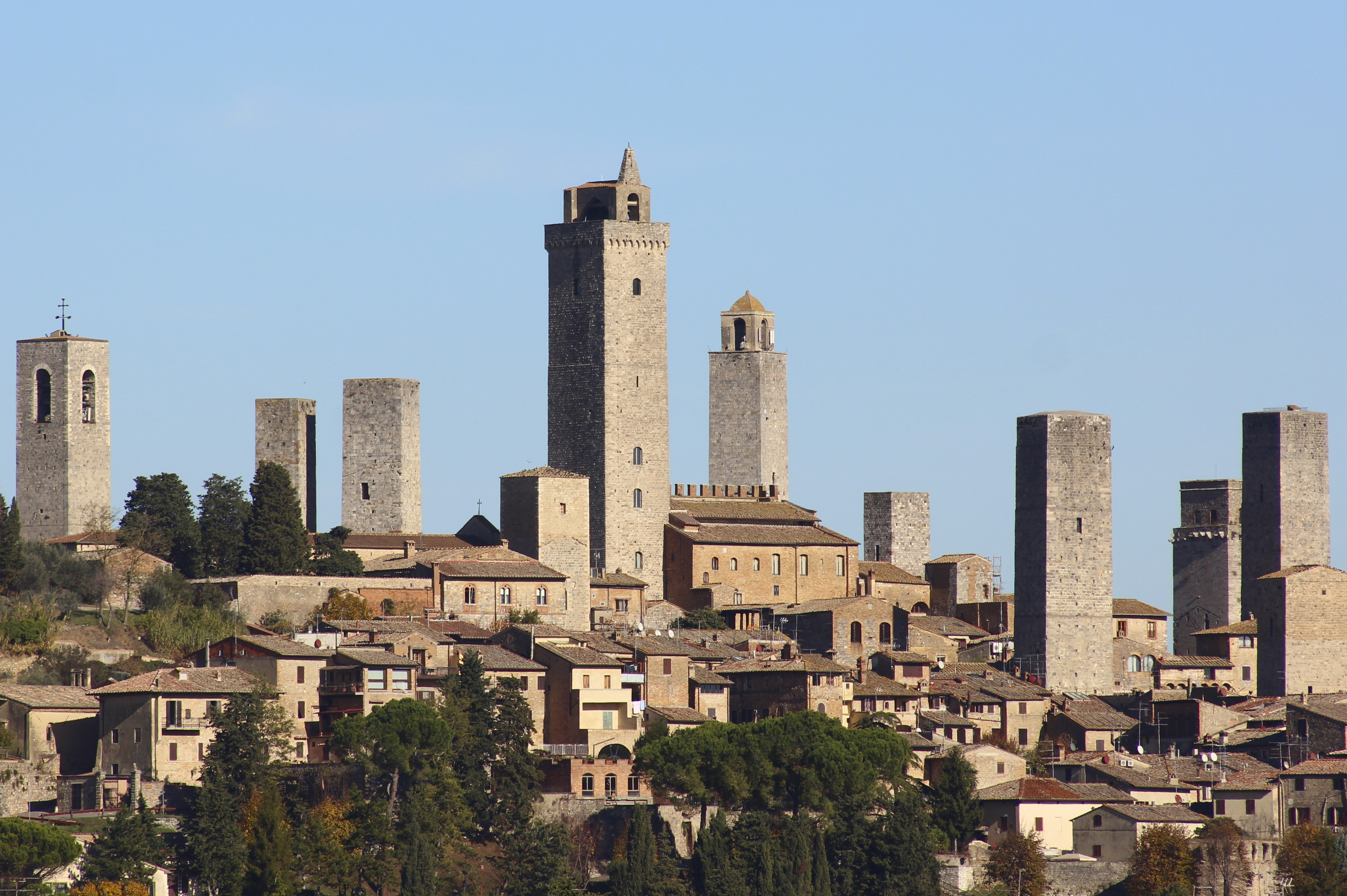
Case-torri a San Gimignano; fu questa la tipologia di abitazione in cui visse Nino

La prima parte dell'infanzia, poco documentata, fu trascorsa da Nino nelle numerose residenze familiari presenti in Pisa. La maggior parte di queste edificazioni, di tipo "Casatorre", erano sorte tra la fine dell'XI e l'inizio del XII secolo nella zona cittadina detta del Borgo largo, in una posizione privilegiata, a poca distanza dalle "fabbriche" del Comune e nei pressi delle case dei Capraia e dei Vernigalli, sulla riva opposta dell'Arno rispetto alle residenze gherardiane. 
Attigua alle "casetorri", i Visconti avevano una chiesa, su cui esercitavano patronato, dedicata a San Filippo Apostolo, sulle cui rovine si fecero scavi e rilievi nel 1949. Altri edifici religiosi presenti nell'area, anche se non direttamente connessi alla casata, erano quelli adibiti al culto di San Michele, San Pietro in Vincoli, San Iacopo de Mercato, San Sebastiano, San Felice, San Bartolomeo degli Erizi e San Clemente.
Spartiacque della storia pisana e quasi certamente anche dell'infanzia di Nino, furono le atroci decapitazioni del sedicenne Corradino di Svevia e del conte Gherardo della Gherardesca (colui che aveva partecipato insieme a Giovanni Visconti allo smembramento del giudicato di Cagliari), destinate a sconvolgere il quadro politico toscano. 
Il principe tedesco, erede della linea legittima della casa sveva e nipote dell'imperatore Federico II, coalizzato con i numerosi ghibellini pisani, aveva dato inizio alla sua discesa nel Sud Italia, con l'obiettivo di strapparla al guelfo Carlo I d'Angiò, che se ne era impadronito sconfiggendo Manfredi di Hohenstaufen.
La maggiore esperienza militare del sovrano franco-angioino ebbe però la meglio, ed in fuga, Corradino, suo cugino Federico d'Austria ed il conte di Donoratico furono catturati. Dopo un processo dall'esito scontato, i tre furono giustiziati nell'odierna Piazza Mercato.
Questo evento sancì l'ascesa del padre di Nino, il filo-angioino Giovanni, a capo della parte guelfa di Pisa, che comportò un ancora maggiore coinvolgimento della famiglia nelle vicissitudini cittadine. Tuttavia, nonostante ciò, il Visconti mantenne posizioni moderate, evitando di assumere un atteggiamento nettamente ostile nei confronti di quelli che erano usualmente i suoi avversari politici, ma facendo da arbitro tra i ghibellini toscani e Carlo d'Angiò.

#### I «torbidi» del 1270

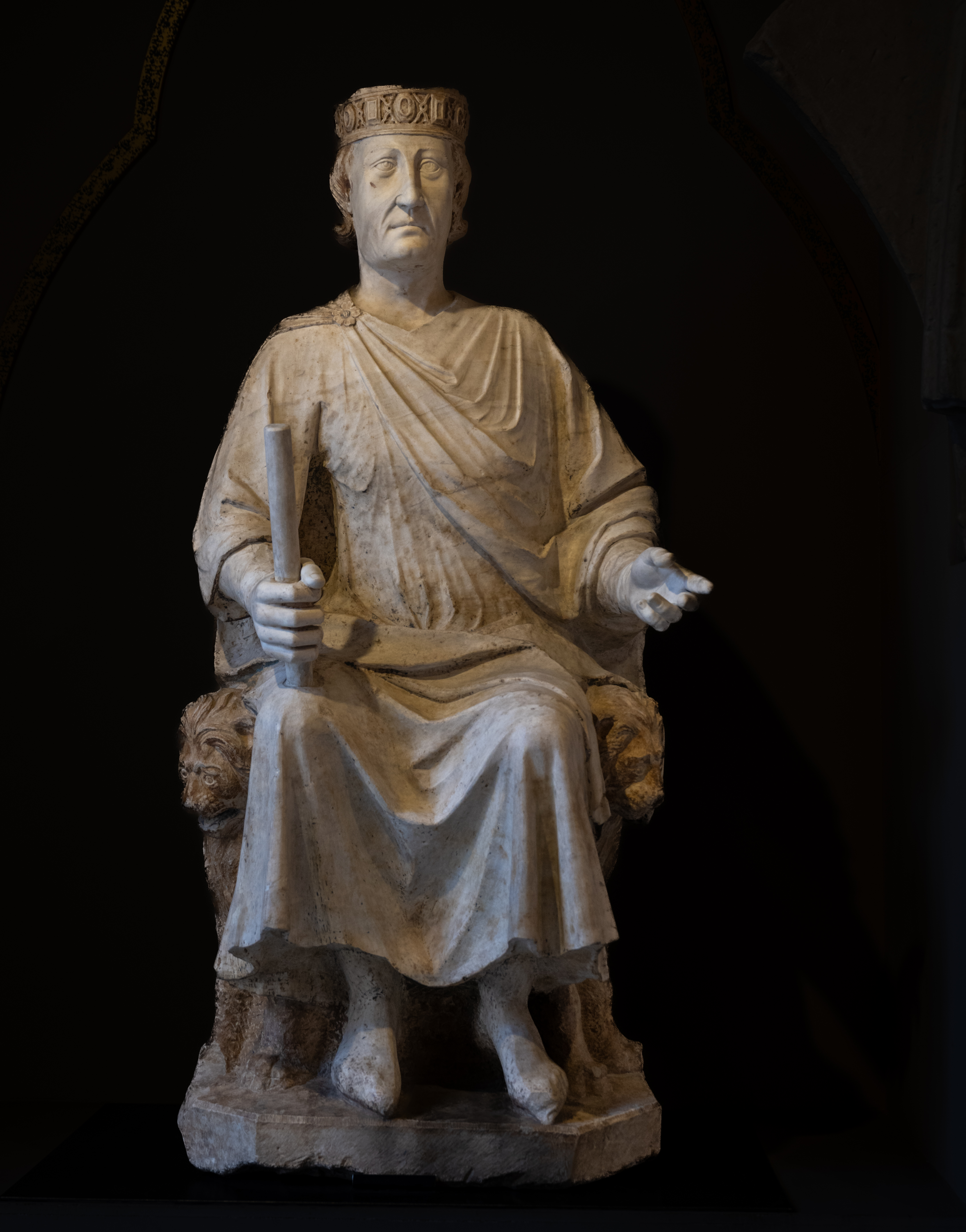
Ritratto di Carlo I d'Angiò, statua in marmo di Arnolfo di Cambio (Roma, Musei Capitolini)

Le gravi instabilità causate dal conflitto furono acuite dalle forti rivalità che sempre più crescevano tra le consorterie; durante le trattative di pace tra Pisa, scesa in guerra al fianco degli Svevi, e l'angioino, fu trovato d'innanzi alla residenza del padre di Nino il cadavere di Oddone Gualfreducci, esponente della fazione ghibellina, causando l'errato sospetto che ad ucciderlo fosse stato il giudice stesso. L'accusa era derivata dal fatto Giovanni si fosse duramente opposto al linciaggio popolare dei reali assassini, aiutandoli a rifugiarsi in un edificio religioso, considerato inviolabile.
Il gesto del guelfo fu interpretato dagli strati bassi della cittadinanza come un affronto alla volontà popolare, causando agitazione ed una vera e propria aggressione ai suoi danni. Pochi giorni dopo venne firmata la pace con Carlo d'Angiò, di cui Giovanni era principale fautore, la quale diede maggiore visibilità e potere ai guelfi e che momentaneamente fermò gli scontri. Ma le tensioni non furono sopite che per poco: lo scontro di maggiore rilevanza avvenne il 1º maggio; i fedeli del podestà -ghibellino-, tentarono di trarre in arresto alcuni uomini della consorteria viscontea, precedentemente banditi al fine di «arginare l'urto delle fazioni». Il tentativo non andò a buon fine, e gli uomini del podestà furono uccisi. Il gesto fu visto come oltraggioso da parte del giudice, che affrontò i propri rivali; le vittime furono tuttavia poche, homines parvi valoris.

Stemma della linea pisana dei Caetani, esponenti della Pars vicecomitis

Ritenendo di dover difendere i propri interessi, il Visconti, alleatosi con le altre consorterie guelfe -quelle dei Capraia, dei Caetani, degli Upezzinghi, degli Zaccio, dei Del Turco e dei Gaddubbi-, fece uso della forza contro gli avversari, trovando resistenza nel suocero e nella sua fazione, la Pars comitis, formata dai Gualandi, dai Lanfranchi e dai Sismondi. Gli sconti di "Calendedimaggio" furono seguiti da un altro tumulto, sobillato dai Gualandi; udendo giungere i ghibellini, i principali esponenti della fazione guelfa, con a capo Giovanni, si appostarono nei pressi della chiesa di San Felice ("canto" di San Fele), con l'intenzione di sbarrare la strada agli avversari. Alla richiesta dei suoi sostenitori di recarsi in piazza e combattere -insignorendosi in tal modo di Pisa-, il giudice avrebbe così risposto: «Io voglio innanzi stare come io mi sto che mettere questa città a fuocho et a sangue», permettendo di escludere, com'era stato a lungo sostenuto, che le precedenti sollevazioni fossero state da lui sobillate.
Tuttavia, nonostante il suo atteggiamento conciliante, i suoi avversari si rivolsero comunque ai membri del Consiglio degli Anziani, sollecitandoli a punire il giudice o addirittura giustiziarlo.
Il podestà, esponente della famiglia bolognese degli Andalò, timoroso della faziosità di entrambe le parti, tentò una mediazione; ordinò la convocazione del giudice a palazzo, ma questi, timoroso di una possibile aggressione, si rifiutò. Ottenuta sotto giuramento dal podestà la totale immunità, accondiscese, domandando udienza sulla scalinata e non recandosi all'interno dell'edificio. All'altro capo della piazza si trovavano infatti gli uomini dei Gualandi, «minacciosi ed agguerriti». 
Terminata l'udienza, la cui utilità fu comunque minima, l'Andalò decreto l'esilio momentaneo delle principali personalità coinvolte nella controversia, tra le quali figurava anche il giudice Giovanni, il quale fu confinato a Vada, presumibilmente senza i figli. L'allontanamento fu tuttavia di brevissima durata; dopo una manciata di settimane, forse per intercessione dell'arcivescovo Federico Visconti, il bando fu revocato.
L'aria ricca di tensioni fu comunque sgradita al giudice; lasciata presso Pisa la famiglia, s'imbarcò con una poderosa flotta privata al seguito di Carlo d'Angiò nella crociata tunisina, giungendovi poco dopo la morte di Luigi IX il Santo, avvenuta per scorbuto o schistosomiasi. 
Secondo il celeberrimo storico Robert Davidsohn, tra i massimi conoscitori della storia medievale della città di Firenze, la partecipazione di Carlo d'Angiò alla spedizione fu attuata per scopi meramente politici: il sovrano siciliano mirava infatti ad assestare la propria autorità nel Centro Italia e soprattutto nella Toscana, dove fece diffondere inverosimili racconti di grandi vittorie mai avvenute; l'Angiò pose inoltre fine al conflitto dopo pochi mesi, scendendo a patti con il califfo Muhammad I al-Mustansir e ottenendone cospicue indennità.
A diffondere le false notizie circa le vittorie crociate sarebbe stato, secondo il Davinsohn, Giovanni Visconti, il quale, sotto incarico del re, tornato in patria: 
L'informazione -sulla cui veridicità si dibatte-, dà comunque un'ulteriore prova della fedeltà del Visconti rispetto alla casa d'Angiò, sostenitrice della stessa ideologia politica, il guelfismo; la fiducia di cui godette il giudice, allo stesso tempo, presso l'alta corte siciliana è di rilievo non indifferente: si sa, ad esempio, che in un atto pubblico il sovrano francese affidò al notaio Bonamico da Andria, consigliato da Giovanni, un incarico amministrativo, come anche delle pressioni attuate dal vicario angioino in Toscana, Bartolomeo da Capua, nei confronti di Enrico di Rancuso, colpevole di aver sequestrato un cavallo di Nicolò da Andria, lontano parente del giudice di Gallura.

#### I nuovi tumulti

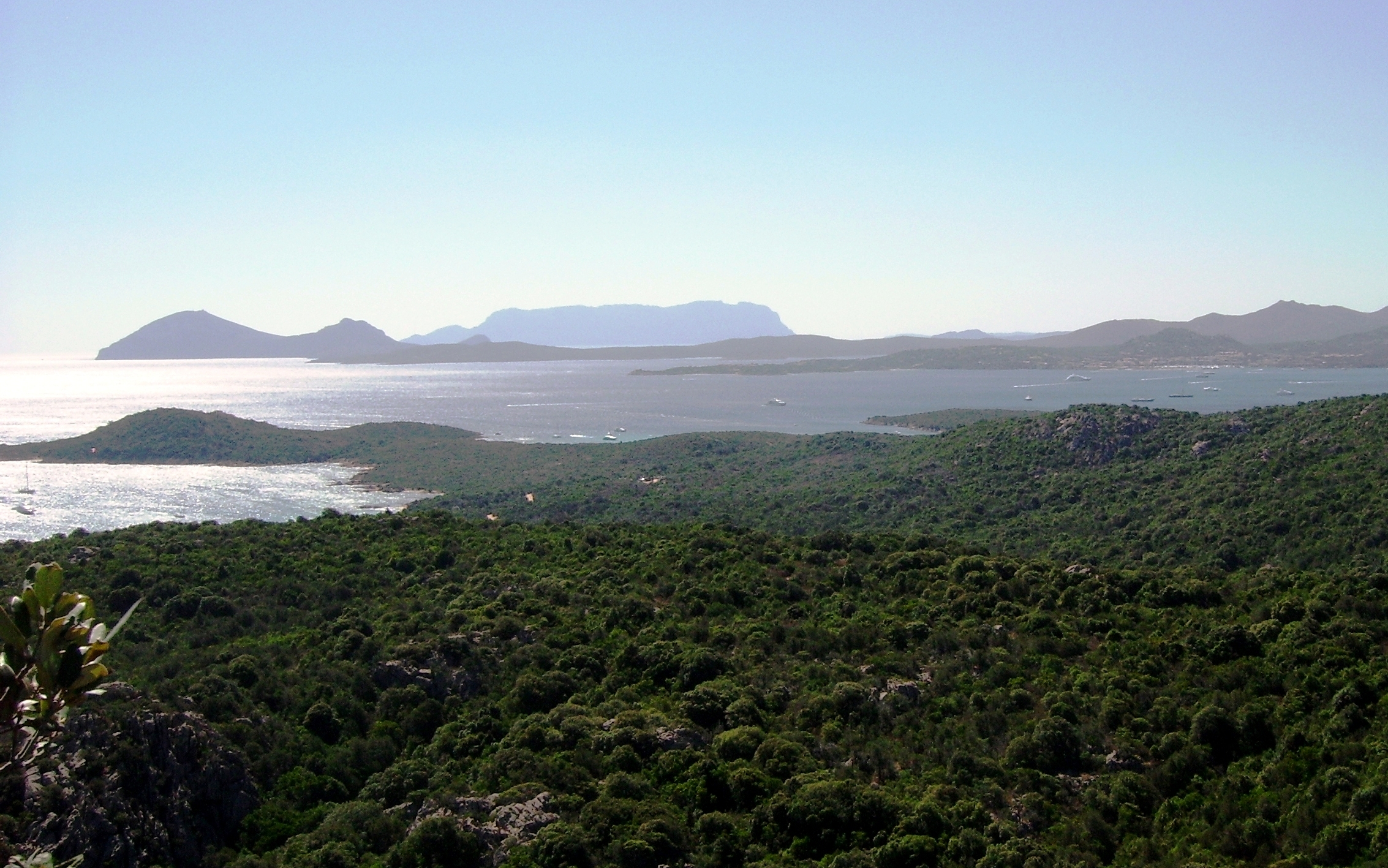
Il Golfo di Cugnana, in Gallura; nel 1273 Nino e la sua famiglia si recarono nei possedimenti isolani.

Nonostante le aspre contestazioni attuate nei confronti del giudice in Pisa, il suo ruolo di altissimo rilievo non fu in alcun modo sminuito; nel 1273 fu infatti posto a capo dal Comune dell'ambasciata recatasi a Viterbo per domandare al papa l'assoluzione dell'interdetto che pesava sulla città. 
Nello stesso anno il giudice tornò ad essere protagonista delle vicende cittadine; durante la visita del neo-vicario angioino Enrico di Vaudémont fu accusato di aver ordinato l'uccisione di Ranieri di Ramondino e di Pancaldo Vacca o del Vascha. Tradendo la sua tradizionale lontananza dai possedimenti sardi, l'11 ottobre 1273 Giovanni abbandonò con l'intera famiglia la Toscana, recandosi in Gallura; nel gesto fu imitato dal suocero Ugolino della Gherardesca, che lasciò Pisa il 21 dello stesso mese.
L'allontanamento, forse motivato dal desiderio del giudice di attendere che in patria si "calmassero le acque", non ottenne il risultato sperato. La comunità cittadina interpretò il gesto come ostile, ed il podestà diede mandato ad Anselmo di Capraia di arrestarlo e condurlo a Pisa; questi, nonostante i legami familiari con Giovanni, non si tirò indietro. Il giudice, recatosi con una piccola armata nei possedimenti ereditati dalla madre Contessa di Capraia, situati in Gippi ed in Trexenta, fu sconfitto dalle forze toscane, sostenute da quelle del giudice Mariano II d'Arborea. 
Rischiando di essere catturato, venne soccorso da delle navi spedite dal re Carlo d'Angiò, rifugiandosi con la moglie ed i figli presso i guelfi conti di Santa Fiora, nel Senese, legati ai della Gherardesca da stretti vincoli parentali.

#### Il primo esilio

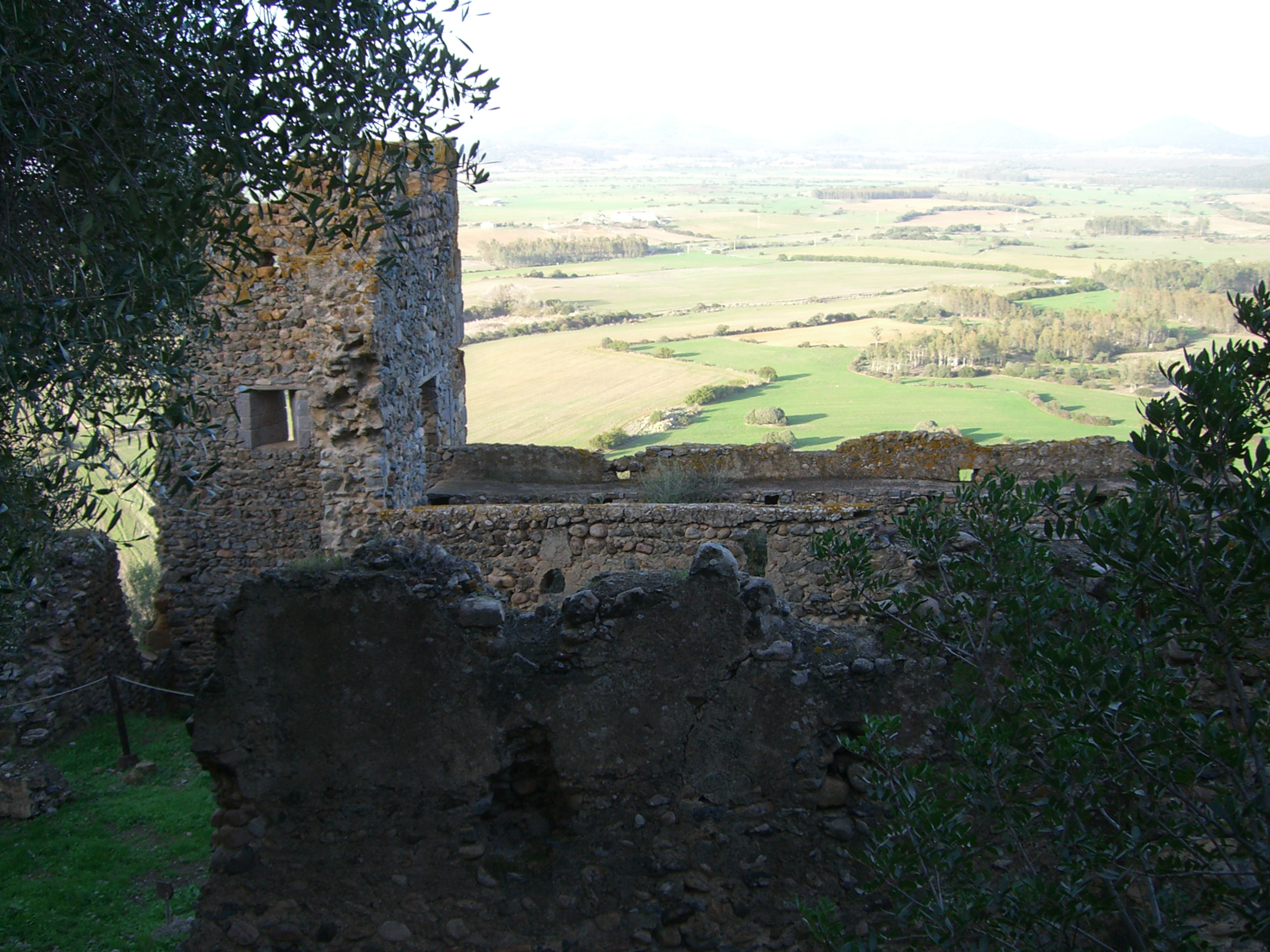
Mura e torri in rovina del Castello di Acquafredda, nella valle del Cixerri; la costruzione faceva parte dei domini del conte Ugolino sequestrati dal Comune di Pisa nel 1274.

Una volta raggiunti gli alleati guelfi, Nino e la sua famiglia intavolarono accordi di pace con il governo comunale di Pisa, affinché potessero fare ritorno in patria; la Cronaca roncioniana annota che:
Il 29 luglio 1274 fu convocato dal podestà il Consiglio Generale, il cui obiettivo sarebbe stato definire la posizione dell'istituzione comunale nei confronti di Giovanni Visconti, sua moglie, i loro figli ed il conte Ugolino che, pur non sostenendo militarmente il genero, lo aveva comunque seguito nel viaggio in Sardegna.
A prevalere furono gli avversari più intransigenti: non solo la proposta di pace fu rigettata, ma Giovanni, Nino, il conte Ugolino della Gherardesca e tutta la branca centrale dei Visconti furono condannati all'esilio, alla confisca dei beni ed al pagamento della cifra di 10.000 marchi d'argento al Comune. Nonostante l'opposizione del podestà, anche i territori oltremarini sardi degli stessi furono revocati; la loro gestione fu affidata a Simone de' Sassi.
Così gli ultimi familiari di Nino, all'epoca di circa nove anni, abbandonarono Pisa, le loro case devastate con il saccheggio.
Nino e la famiglia, incluso il padre, si rifugiarono presso la guelfa Lucca, dalla quale ottennero in brevissimo tempo sostegno. Il celeberrimo scrittore, politico ed umanista Leonardo Bruni, detto Leonardo Aretino, Cancelliere di Firenze, nelle sue Storie del popolo fiorentino riportò che a partire d'allora acre bellum intulit Pisanis, mentre alcune leggende popolari affermarono che la fortezza di Santa Maria del Giudice dovesse il suo nome proprio alla dedica del Comune al Visconti; quest'ultima ipotesi è tuttavia priva di riscontri, in quanto già da secoli la rocca possedeva tale nome.

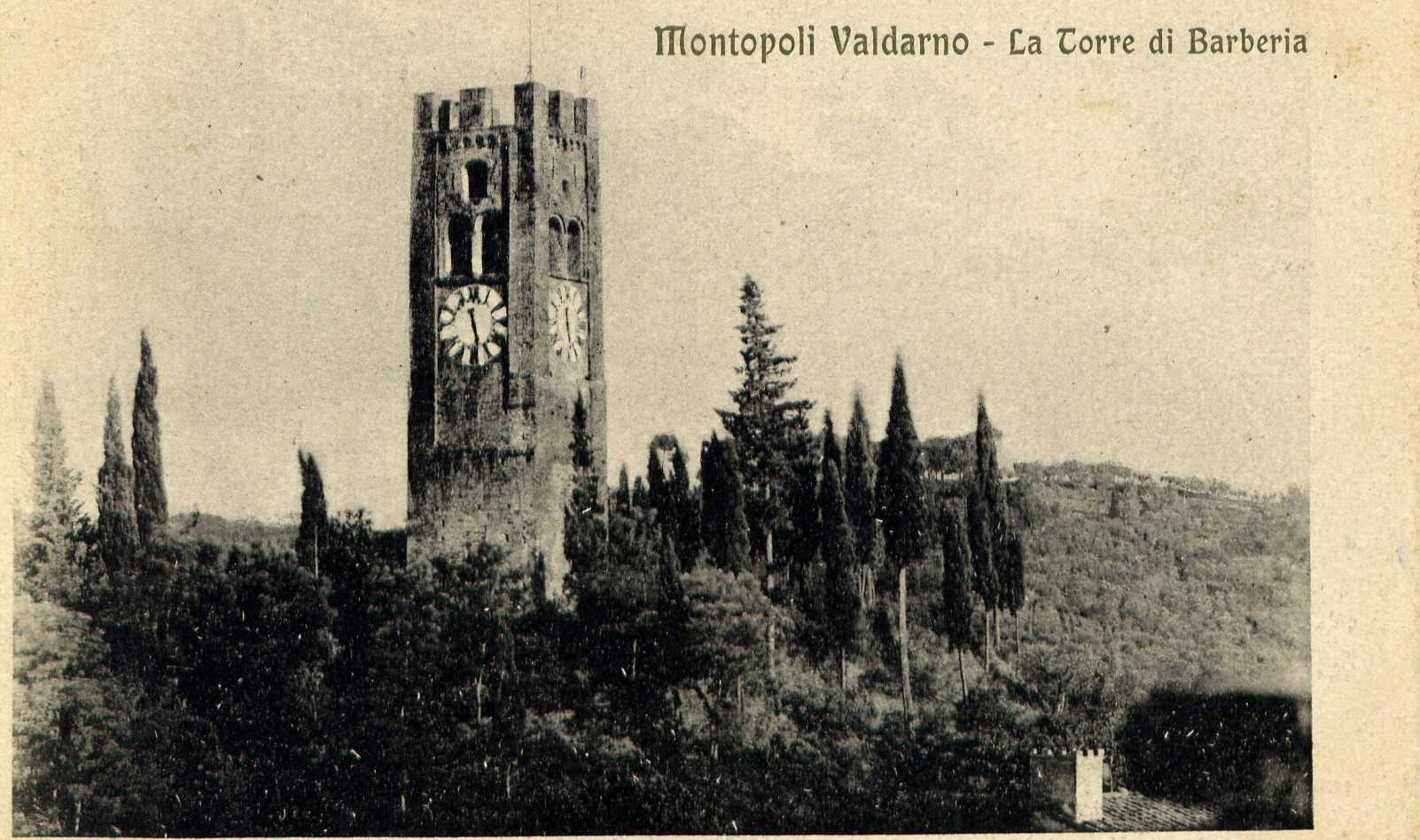
La torre della Rocca di Montopoli in una foto storica; sarebbe crollata nel 1944, a seguito di un bombardamento.

Il rigetto della pace proposta da Giovanni Visconti causò la sollevazione dell'intera Lega Guelfa, che dichiarò guerra ai ghibellini pisani. La decisione del Comune dell'Arno di muovere guerra fu probabilmente dettata dal desiderio dell'amministrazione di impadronirsi dei fiorenti possedimenti sardi dei suoi cittadini, che grazie alle grandi capacità finanziarie erano quasi del tutto indipendenti dal controllo "statale". Se, infatti, nei decenni precedenti si era assistito ad una progressiva accettazione dell'autonomia delle grandi consorterie, negli anni '70 nei documenti pubblici si iniziò a fare più spesso riferimento a giuramenti che rimarcavano la sudditanza dei domini Sardiniae rispetto a Pisa.
Il timore di tutti questi, dunque, alla notizia dell'esilio del Visconti, di perdere la propria indipendenza e ricchezza, li spinse a cambiare parte, allineandosi alla Lega Guelfa. L'ultimo a schierarsi al fianco di questa fu lo storicamente ghibellino conte Ugolino, i quale oltre a gestire i propri domini tutelava anche gli interessi dei propri nipoti, i figli dell'erede Guelfo e di Elena di Svevia, figlia del re Enzo. Tuttavia tornò in patria, ritenendosi abbastanza influente da poter sfidare i propri oppositori dall'interno; incarcerato nel Palazzo del Popolo, dovette fuggire a Lucca per evitare di firmare la rinuncia scritta ai propri possedimenti.
Gli sconvolgimenti avvenuti in quel breve lasso di tempo a Pisa, nonostante tutto, consolidarono la cosiddetta "Parte Guelfa" (pars ecclesie deu guelforum). L'epiteto di "guelfo" non s'addice però opportunamente a nessuno dei membri dell'opposizione ai ghibellini, in quanto essi non miravano alla totale supremazia del Papato, ma al contrasto delle autorità filo-imperiali, ricollegandosi ai propri antenati, che durante la prima metà del secolo avevano contrastato l'azione degli Svevi, coalizzandosi con il pontefice; si tratta perciò di un titolo del tutto contestualizzato alla situazione pisana, che come già esposto vedeva la città divisa in due blocchi, nei quali la fedeltà all'imperatore o al papa rivestiva ben poca rilevanza, lasciando il posto a «tradizioni familiari, antichi rancori, avversioni inveterate e vendette non ancora consumate».
Assunta guida delle armate della "Lega Guelfa" (composte dagli uomini dei comuni di Lucca, Firenze, Pistoia, Volterra, Prato, Arezzo, Colle di Val d'Elsa e San Gimignano), Giovanni si mosse verso Montopoli in Val d'Arno, borgo dominato da un'imponente rocca, composta da una torre merlata, un cassero e da una cinta muraria.
Nonostante la sua imponente struttura, gli assediati si arresero dopo soli 12 giorni di assedio, il 5 novembre 1274. Tale evento è ricordato dal celeberrimo Ricordano Malispini, nobile di parte guelfa, autore della Storia fiorentina, completata dal nipote Giacotto: 
Si mantenne nel castello per tutto l'inverno, organizzando successive manovre per la tarda primavera; ma mentre si apprestava a spostarsi, fu colto dalla morte il 19 maggio 1275.
Nino Visconti, presumibilmente nello stesso castello di Montopoli, assistette nell'arco di un mese alla morte non solo del padre, ma anche del fratello maggiore, Lapo, trapassato l'11 o il 12 giugno seguente. La notizia del decesso del giudice Giovanni è riportata da un gran numero di cronisti, mentre quella del figlio maggiore solo da Guido da Corvaia, il quale fu più volte ambasciatore per la repubblica di Pisa.
I corpi dei due Visconti furono inumati nell'odierna chiesa dei frati minori di San Miniato; poiché la costruzione di tale edificio fu avviata solo un anno dopo, nel 1276, e si protrasse sino al 1290, è legittimo ipotizzare che la sepoltura abbia avuto luogo in una chiesa preesistente, successivamente abbattuta per fare posto ad una nuova. Le lapidi appartenenti ai due Visconti, furono probabilmente perdute durante il periodo di edificazione del nuovo luogo di culto. Se quelle sulle due tombe sono solo ipotesi, certo è che la morte del giudice Giovanni danneggiò la Lega Guelfa, concedendo un ampio respiro alla stremata città ghibellina di Pisa, che ebbe così modo di riorganizzarsi.

#### Ritorno in patria

##### Fine della guerra e pace di Rinonico

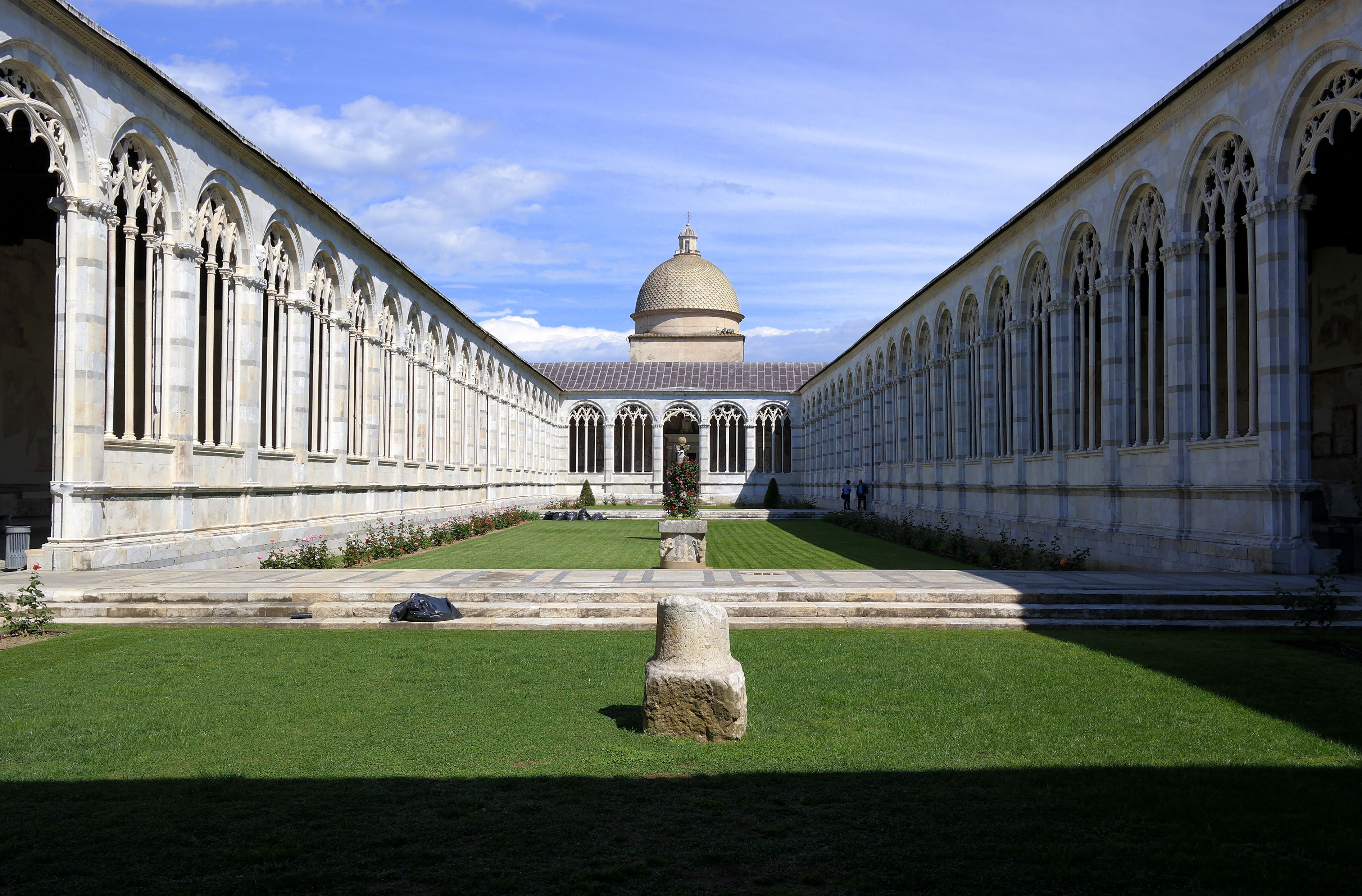
Cortile interno del Camposanto monumentale di Pisa, la cui costruzione fu avviata nel 1277.

Dopo meno di un mese dalla morte di Giovanni Visconti, la guida della Lega Guelfa passò al suocero, il nonno di Nino, Ugolino della Gherardesca; unitosi alle truppe dei guelfi toscani, diede inizio ad una nuova fase della campagna. Già a metà giugno i figli Guelfo e Lotto si mossero dalla Maremma, dove si estendevano i feudi dei Donoratico, con l'omonima contea, quella di Bolgheri e di Castagneto, sconfiggendo il 14 del mese le truppe comunali. Nel luglio successivo, invece, i Lucchesi occuparono la rocca situata nell'odierno comune di Santa Maria a Monte, corrompendo il legato papale che aveva il compito di sorvegliarla; poco dopo avanzarono sino Montecastello, nel Valdarno. 
Ormai sempre più vicini alla sconfitta, i pisani incassarono un'altra disfatta nei pressi di Asciano, il 9 settembre 1275. Dopo un ristagnamento durato per gran parte dell'autunno e tutto l'inverno, la guerra riprese nella primavera del 1276; le milizie guelfe giunsero a poche miglia dalla città, nei pressi del grande Fosso Rinonico, edificato per impedire che eserciti avversari potessero mettere in pericolo Pisa, superandolo comunque in breve tempo. Conseguentemente, il 9 giugno successivo gli assediati dovettero arrendersi alla Lega Guelfa.

Le trattative per una pace avevano già avuto inizio in maggio, con Ugolino Gatto, il giurista Ugo Bercio da Vico ed il monaco Bartolomeo di San Michele degli Scalzi a rappresentare la parte pisana; poiché successivamente i guelfi superarono il Fosso Rinonico, l'agitazione crebbe, costringendo il Comune a nominare tre nuovi e più autorevoli ambasciatori, Marzucco Scornigiani, Nicola Benigni e Guido de Vada. Sotto la spinta del papa, il neoeletto francese Innocenzo V (al secolo Pierre de Tarentaise) le due parti si riunirono nelle tende del campo guelfo, eleggendo il 9 giugno ad arbitro il monaco Valesco dei Minori, nunzio pontificio e vescovo della città portoghese di Guarda, il quale favorì notevolmente la vittoriosa parte dei domini Sardinee. La pace fu firmata a Rinonico quattro giorni dopo, alla presenza dei: 
Questo significativo documento rappresenta la prima attestazione documentale certa e contemporanea trattante Nino, all'epoca con il fratello minore Guelfo, che farà nel trattato la sua prima ed unica comparsa. Benché sia citato un fratello di Ugolino vivente nel 1288, tale informazione è fornita da una cronaca successiva, e si tende oggi a fissare la data della scomparsa di Guelfo al 1284, durante la battaglia di Tavolara.
Nel documento non viene invece citata Ginevra, sorella (probabilmente maggiore) di Nino, forse all'epoca già maritata. 

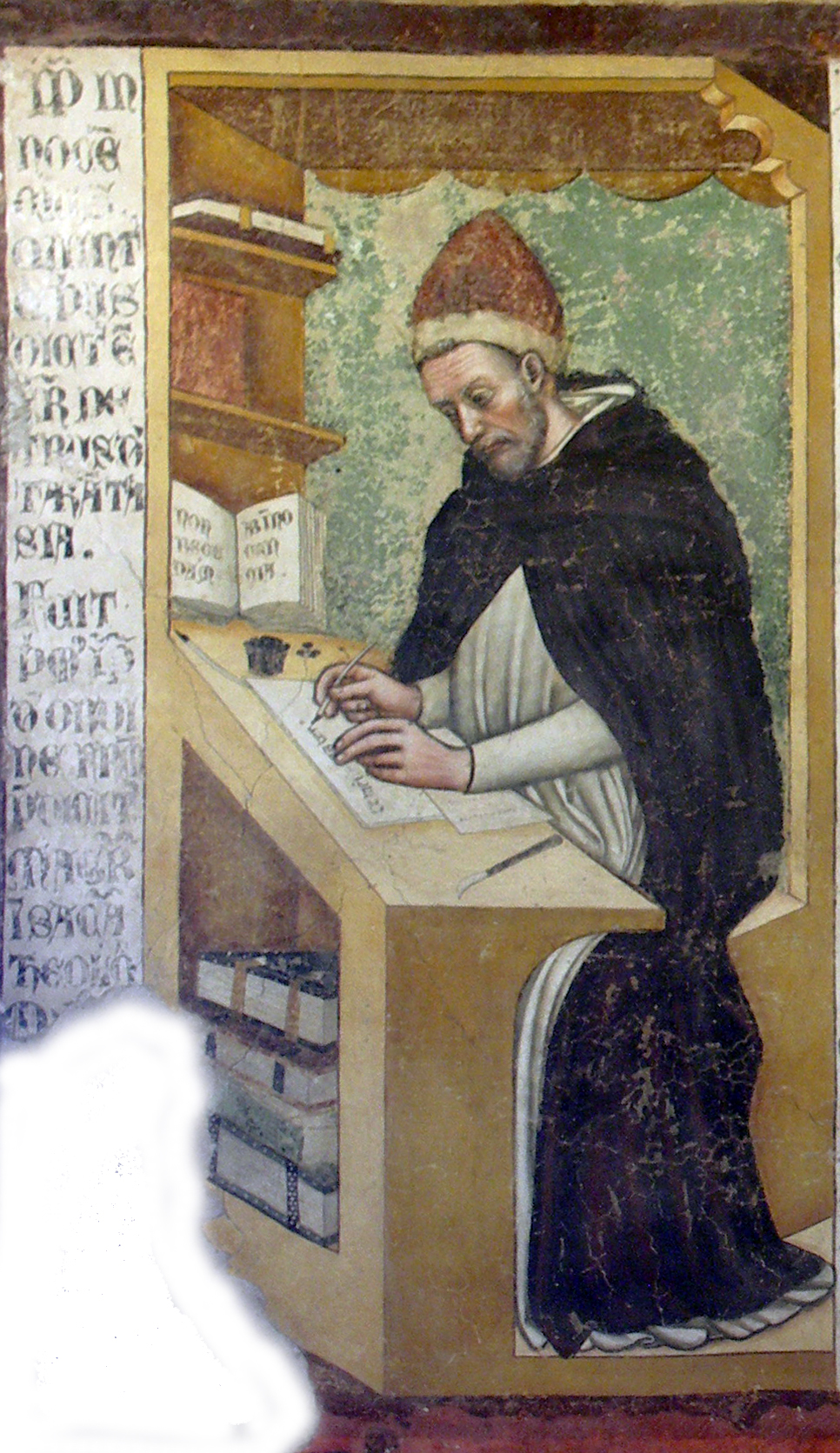
Innocenzo V, Serie dei 40 domenicani illustri, Sala del Capitolo, Convento di San Nicolò, Treviso

La clausola più rilevante della pace fu quella che sanciva il totale ripristino della situazione antecedente al 1273: tutti i fuoriusciti furono reintegrati nei beni, nelle cariche pubbliche, negli onori di cui erano stati privati, ed i loro possedimenti furono totalmente restituiti (per quanto i tributi non vennero messi in discussione). Agli "sbandati" fu garantito l'ingresso libero e l'accesso totale alla città, «cum pace et securitate personam». Il trattato assegnò dunque la vittoria totale alla Lega Guelfa, mentre Nino riottenne in custodia il giudicato di Gallura e la terza parte orientale del Cagliaritano, conquistata dal padre quasi vent'anni prima.

##### Eventi successivi
La vittoria della Lega nel conflitto non sancì però un mutamento politico in favore dei guelfi all'interno della città. Il Comune rimase totalmente vincolato alla tradizione ghibellina, e peraltro l'opposizione ai Visconti non fu affatto stroncata né tanto meno indebolita, sebbene in quegli anni furono firmate da Nino diverse "paci" con le consorterie avverse: nel 1276 con i Gualandi, e poco dopo con i Caprona. Sebbene Rinonico avesse momentaneamente bloccato il conflitto, vi furono numerosi episodi di violenza e contrasti all'interno delle mura cittadine: nel 1278 venne ucciso tale Bindo Farinata, uno dei fuoriusciti, nel 1281 fu colpito a morte Giovanni Mazuolo (de' Visconti), nello stesso anno fu ferito in viso "messere Guisardigna", nel 1283 Ganibaudo, membro della consorteria Viscontea, fu condannato dal capitano del Popolo Guglielmo del Sighessi da Pavia per cause ignote, mentre in Pisa avvenivano diffuse sollevazioni.
Più o meno nello stesso periodo, dopo le dimissioni di Simone de' Sassi, governatore comunale, è possibile che come vicario di Nino sia entrato in carica il celebre frate Gomita; tuttavia di tale ascesa non sono state rintracciate attestazioni di ogni sorta. Il primo periodo di governo di Nino dovette sicuramente essere di assestamento, mirato a risolvere le questioni lasciate in sospeso dal padre e dal suo predecessore, Ubaldo junior. Nello specifico, quest'ultimo aveva contratto dei debiti piuttosto consistenti con Rodolfo di Capraia; il 18 febbraio 1278, la figlia Beatrice, vedova di Marcovaldo, conte palatino in Toscana, dettò le sue ultime volontà, lasciando i propri beni e i propri crediti al monastero cistercense di San Salvatore in Settimo. Dopo la morte della donna, l'abate domandò inutilmente il saldamento del debito a Nino, non avendolo ottenuto né da lui né dal Comune di Pisa; dopo aver ricevuto risposta negativa, si rivolse nel 1280 alla Curia romana, cercandone l'assistenza, anche in questo caso vanamente.

### Conflitto pisano-genovese

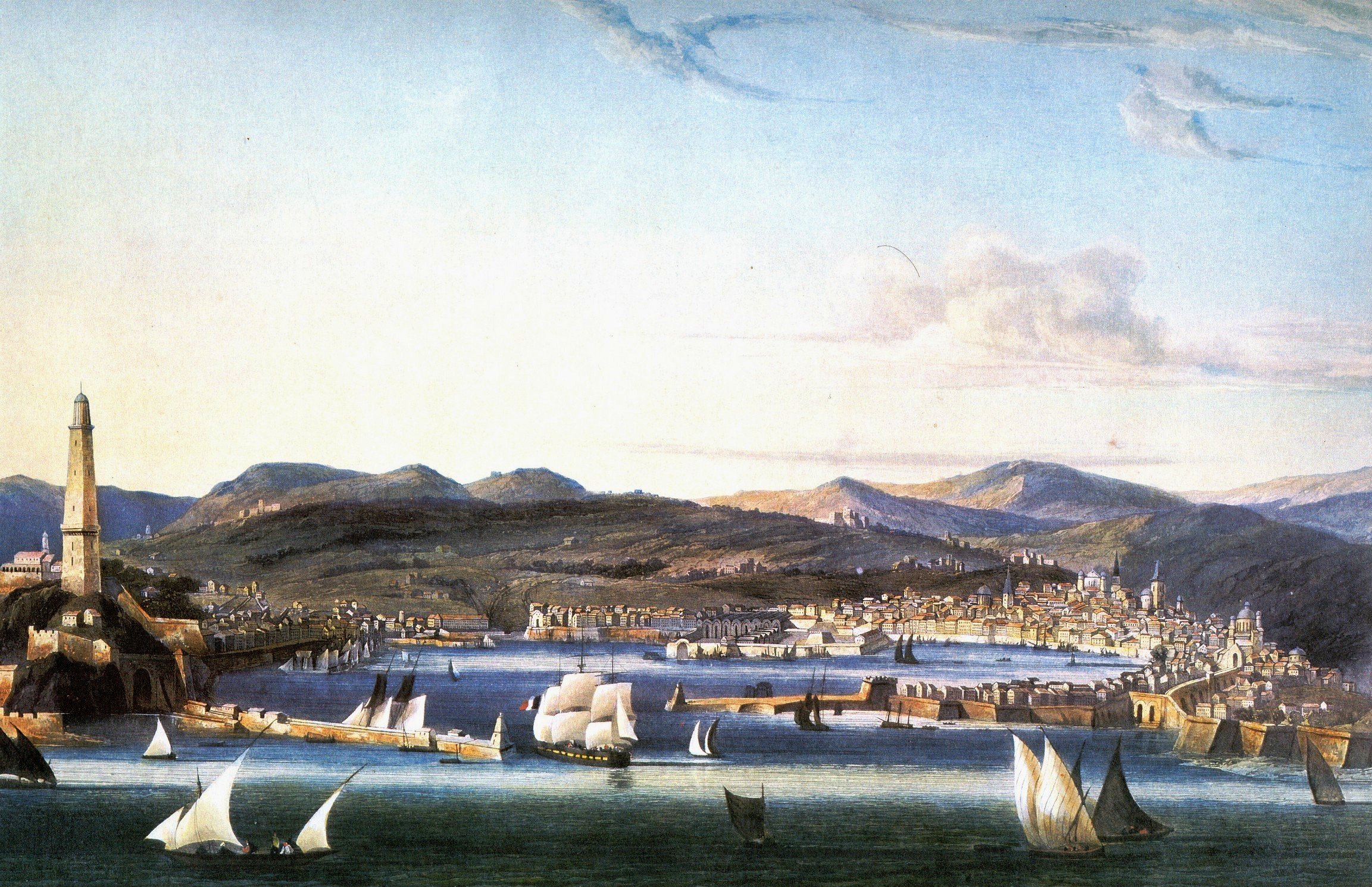
L'area del porto storico di Genova in un'acquatinta di Ambroise Louis Garneray del 1810 circa. In primo piano si notano le tall ship in entrata e uscita dal bacino. A sinistra, la Lanterna e, sulla destra, le antiche mura.

Le rivalità tra le due città marinare più importanti e floride della costa occidentale italiana aveva origini antiche (una dei primi conflitti era scoppiato nel 1165); Giovanni Villani scrive nelle sue Historie fiorentine che molto spesso le repubbliche si erano combattute per la «Sardigna», e che molto spesso i pisani avevano avuto il sopravvento sul centro ligure. 
La sconfitta genovese più recente risaliva alla Guerra di San Saba; ad Acri nel 1258, Pisani e Veneziani, inferiori di mezzi ma superiori strategicamente, distrussero più della metà della flotta ligure, facendo crollare poi la torre Mongioia, che dominava il quartiere avversario, e trascinando per la laguna colonne marmoree del mastio.
La vittoria illuse i pisani di una definitiva superiorità, distogliendoli da un necessario rinforzo della flotta cittadina. Al contrario i genovesi furono incoraggiati «alla riscossa» dalla sconfitta, ricostruendo le navi perdute e addestrando nuovi equipaggi ed eserciti; nell'agosto 1282 fu avviata una grande operazione di dimostrazione di forza: oltre 70 galee liguri si spinsero sino a poche miglia (appena due) da Porto Pisano, ritraendosi solo dopo, per evitare una possibile battaglia. Il risultato del gesto fu (secondo Giovanni Villani) che «i Pisani ne montarono in superbia». Nel mese successivo un'armata di 35 navi toscane al comando di Guinicello Visconti giunse d'innanzi al porto ligure, scagliando frecce e sassi contro la banchina; dopo aver fatto ciò, la flotta si avviò verso la patria, ma a metà strada, in mare aperto, fu sorpresa da un grande temporale, che fece calare a picco gran parte delle navi, 23. La preoccupazione, nella città dell'Arno, fu tale che il Villani non esitò a scrivere che tale avvenimento fu un presagio «del futuro danno de' Pisani».

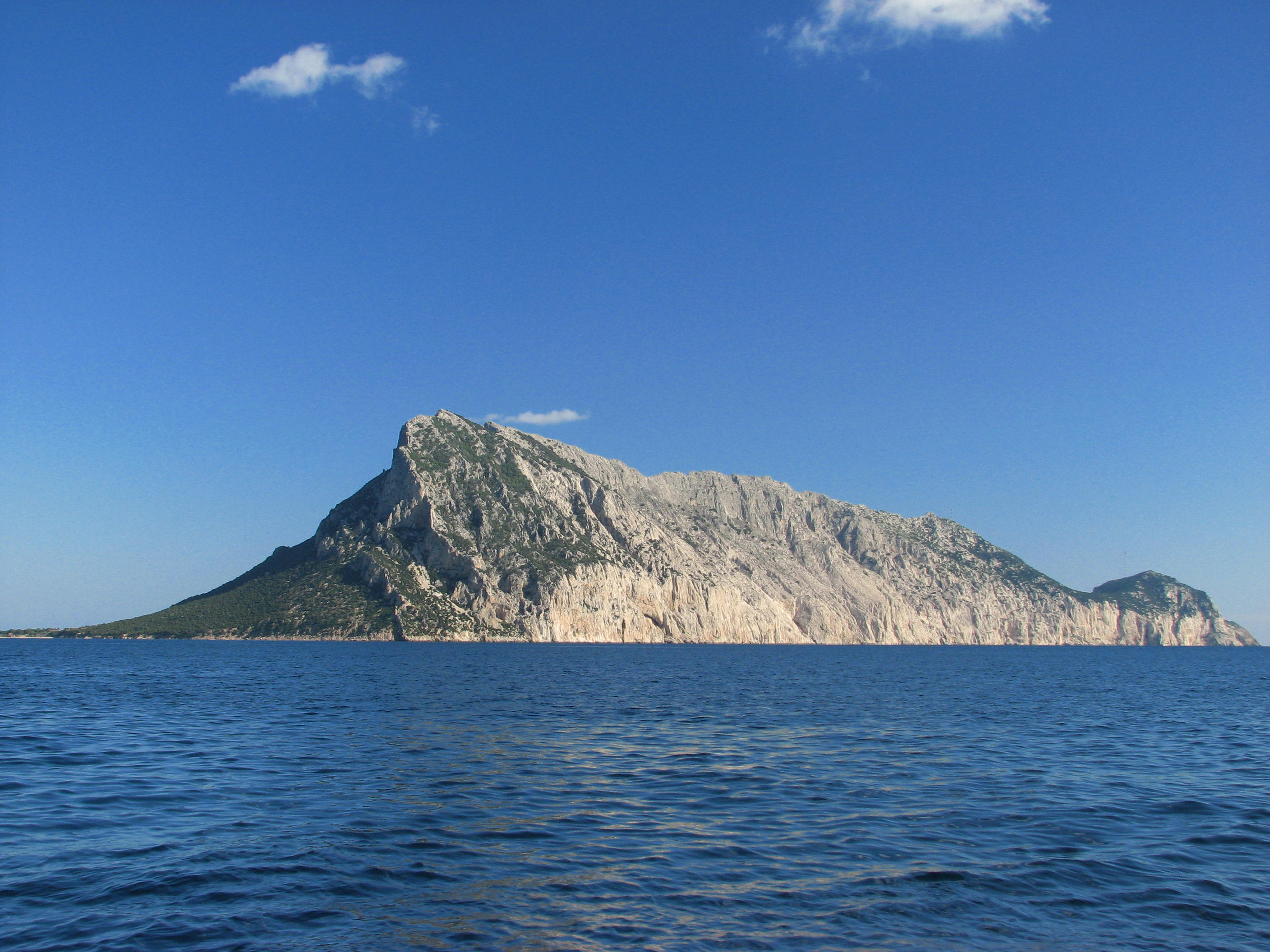
L'isola di Tavolara.

I genovesi intanto proseguirono nell'armamento di nuove imbarcazioni; come usualmente non avveniva, in questo contesto fu la popolazione ligure ad essere addestrata al combattimento, rinunciando in gran parte all'assunzione di mercenari specializzati, molto costosi; tale mutamento, afferma il Villani, trasformò i genovesi in «prodi e arditi in mare, e sperti». Pisa intanto tentava di riorganizzare le proprie forze: il 31 dicembre 1283 fu rinnovata l'alleanza con Venezia, mentre venne allestita una nuova flotta, a capo della quale venne posto il conte Fazio della Gherardesca, con il prestigioso titolo di "Capitano generale di guerra". Così nel maggio seguente, l'armata toscana, composta da 24 o 34 navi, guidate da Simone Zaci (o Guido Jacia), affiancato dal conte Fazio, si diresse verso la costa settentrionale sarda. 
Qui, non molto lontano dall'odierna Olbia (all'epoca Terranova), nei pressi dell'isola di Tavolara, la galea su cui viaggiava il della Gherardesca, isolata dalle altre, s'imbatte nella flotta genovese, alla guida della quale vi erano Arrigo De Mari e Morovello Malaspina (alcune fonti includono anche Lamba Doria, Benedetto Zaccaria e Antonio Usodimare). L'armata ligure era in netta minoranza (quindici galee e due galeoni), ma quando ingaggiarono lo scontro, spostatisi al largo, prevalsero sugli avversari toscani. Alcune imbarcazioni furono incendiate ed affondarono, mentre molte altre furono catturate; ingente fu anche il numero dei prigionieri, il cui numero stimato va da alcune centinaia a oltre millecinquecento (incluso il Capitano generale).
La sconfitta, con la conseguente cattura del Capitano generale, di migliaia di uomini e di decine di navi, causò in Pisa allarme ed emozione, e le conseguenze non si fecero attendere: il podestà in carica, Gherardo Castelli da Treviso, fu deposto, venendo sostituito dal veneziano Alberto Morosini, nobile e stimato generale nonché esperto politico, il quale aveva ricoperto prestigiosi incarichi in patria, ed era stato conte di Zara dal 1273 al 1276. Costui in giugno fu nominato Signore generale della guerra del mare, con ampi poteri, in parte condivisi col figlio Marino (o Martino, secondo i cronisti pisani). Il tentativo toscano di rivincita portò la repubblica dell'Arno a consumare una gigantesca quantità di denaro; inoltre, le singole consorterie presero l'iniziativa di armare un considerevole numero di galee da guerra private, che misero a disposizione dell'esercito: 11 navi furono allestite dai Lanfranchi, 6 dai Caetani, dai Gualandi e dai Lei, 5 dagli Upezzinghi, 4 dagli Orlandi, 3 dai Sismondi e dai Visconti.
Ricostruita la considerevole flotta, Alberto Morosini ne affidò il comando ad Andreotto Sareceno Caldera, suocero di Mariano II d'Arborea, il quale divenne nuovo "capitano generale". Con l'obiettivo di attaccare Genova ed il suo porto, il podestà veneziano si recò in perlustrazione sulla costa avversari, lanciando ancora una volta dardi d'argento sulla banchina della città nemica. Un resoconto ligure vuole che quando il Morosini s'avvicinò a Genova in nave, gli si accostò al fianco un'imbarcazione con la bandiera bianca, guidata da un araldo "magnificamente abbigliato", il quale lo dissuase dall'attaccare immediatamente. Tuttavia oggi, la causa del ritardo pisano è individuata in un'improvvisa tempesta che colse nel Mar Tirreno la flotta toscana, bloccandola per alcuni giorni. Quando questi giunsero, alla mattina del 31 luglio 1284, a difendere la Superba vi erano solo un ristretto numero di imbarcazioni, guidate dal capace Oberto Doria, capitano del popolo, ma in forte inferiorità numerica; per evitare la sconfitta lo stesso decise di ritirarsi, attendendo rinforzi. 
I rinforzi giunsero alla sera, al comando di Benedetto Zaccaria, e costrinsero il Morosini e il Saraceno a fare ritorno, con un percorso tortuoso, in Toscana, inseguiti dal Doria: dopo aver proseguito verso la Riviera di Ponente, puntarono verso la Corsica, da cui, dopo una breve sosta, giunsero alla foce dell'Arno

#### Battaglia della Meloria

##### Vigilia (5 agosto 1284)

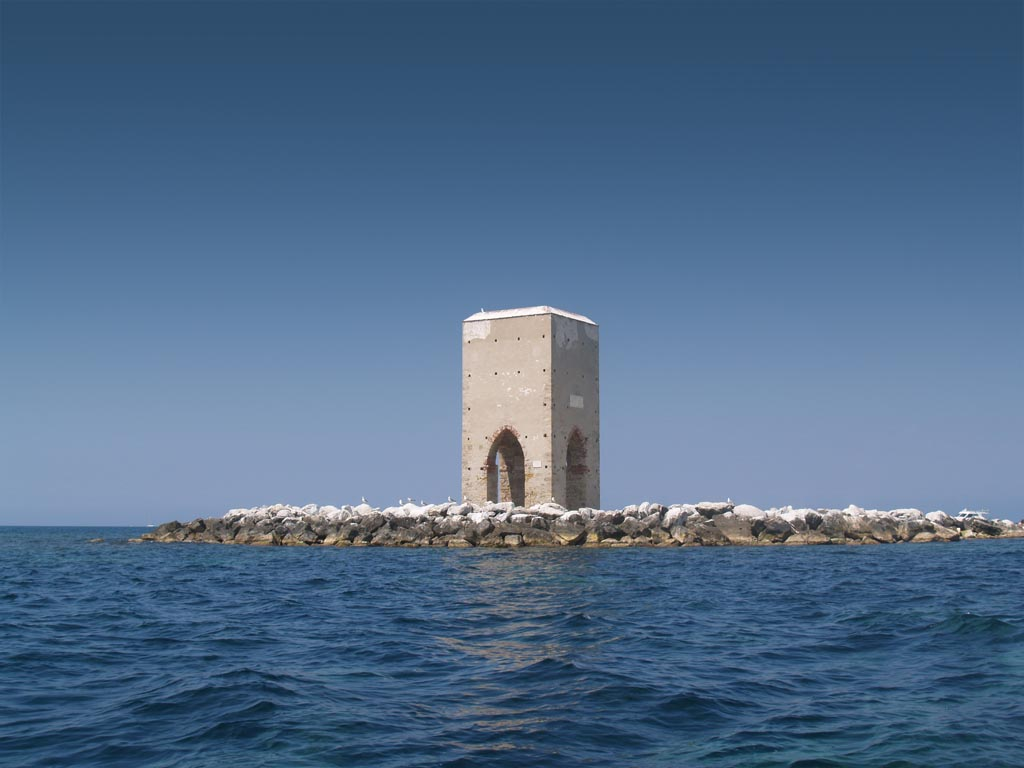
La torre della Meloria.

La flotta pisana fece ritorno in patria agli inizi del mese di agosto, per far riparare le navi danneggiate ed attendere i rinforzi da Piombino. L'armata ligure fu invece divisa in due tronconi, uno guidato da Benedetto Zaccaria, l'altro da Oberto Doria, i quali decisero di agire con molta velocità, facendo in modo di evitare che gli avversari potessero recuperare forza. 
La sera del 5 agosto una consistente flotta genovese si presentò in acque pisane, non distante dalla Meloria. Dai suoi due comandanti (Zaccaria e Doria), fu disposta in due ordini: alle navi della prima fila vennero fatte dispiegare le vele, mentre quelle della seconda le eliminarono, facendo credere fossero delle semplici navi cariche di rifornimenti, e non di armati. Più tardi una parte delle imbarcazioni si nascose dietro un'isola vicina all'imboccatura della baia, dove oggi e all'epoca sorgeva la torre della Meloria. Tuttavia, nonostante fosse probabilmente a conoscenza dell'insufficienza dei mezzi fornitigli, il Morosini fece un passo azzardato, puntando tutto sulle proprie capacità e sulla propria fama di grande stratega.

##### Scontro (6 agosto 1284)

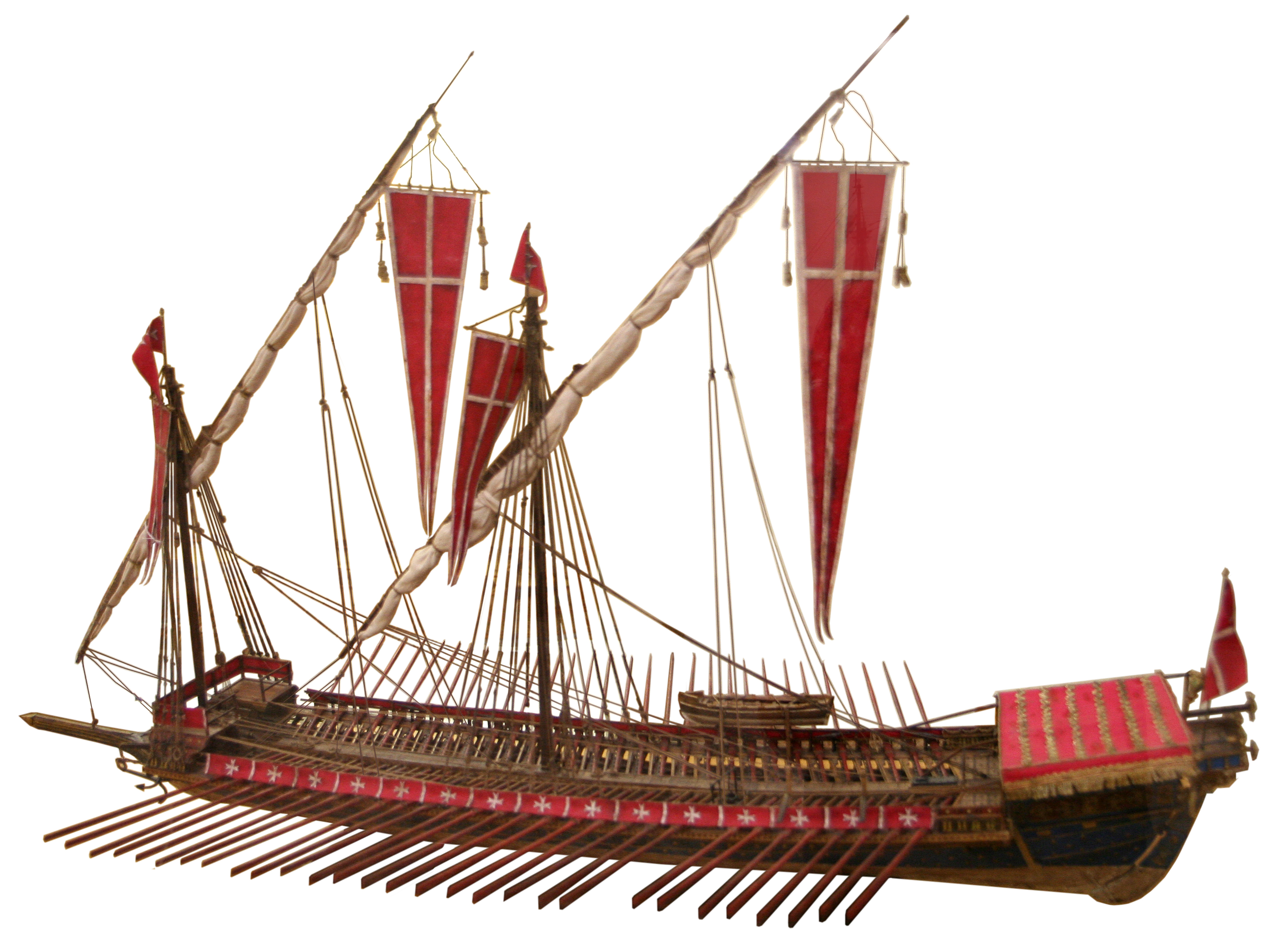
Modello di una galea sottile maltese battente le insegne dei Cavalieri Ospitalieri di San Giovanni di Gerusalemme, di Rodi e di Malta. Di tale tipo di imbarcazioni si fece largo uso nell'Italia medievale.

Dopo una notte di continui ed ininterrotti preparativi, la flotta pisana fu divisa in vari gruppi: il primo, formato da circa 40 galee, venne sottoposto al podestà Morosini; un secondo, sotto il comando di Andreotto Saraceno, suocero di Mariano d'Arborea, di 25-30 galere, venne posto di riserva; un terzo, guidato da Ugolino della Gherardesca, di minor numero e qualità, venne posto a sorveglianza e difesa del porto. 
La potenza e l'efficacia dell'armata era quasi totalmente riposta nelle galee, che quel giorno erano la maggioranza delle imbarcazioni pisane. Queste, lunghe in genere più di 40 metri e larghe sempre meno di 6, erano soprattutto biremi e triremi.
Nel pomeriggio il Morosini ordinò alla flotta di uscire dalla foce dell'Arno, fiducioso nella sezione con a capo il Caldera e totalmente all'oscuro della presenza di un consistente gruppo di navi avversarie guidate dallo Zaccaria Intorno alle nove, ormai nell'oscurità, le due armate si scontrarono; Andreotto Saraceno-Caldera, credendo che il nemico fosse allo stremo e che dunque le sorti della battaglia fossero già totalmente decise, diede «prematuramente» l'ordine di attaccare, lasciando solo Ugolino della Gherardesca a difendere il porto. Contemporaneamente lo Zaccaria decise di cogliere l'occasione, dirigendosi di sorpresa verso la foce del fiume; tale mossa prese alla sprovvista Caldera ed i suoi capitani, che stabilirono disordinatamente di o appoggiare le difficili manovre del podestà Morosini o lottare per il porto o addirittura fermarsi, senza compiere alcuna mossa nell'area di combattimento. Vista la scarsa disponibilità di navi, tutte le azioni fallirono, portando i pisani alla più grande disfatta della loro storia militare.
Nei cosiddetti "arrembaggi", i liguri utilizzarono delle misture di sapone, che rendeva pressoché impossibile all'equipaggio attaccato di poter stabilmente stare in posizione eretta, agevolandone dunque la sconfitta. Contemporaneamente il conte Ugolino, resosi conto del gravissimo errore compiuto dagli altri capitani, decise di non far allontanare le navi sotto il suo comando dal porto, al fine di evitare "inutili massacri"; tale mossa l'avrebbe portato a subire numerose accuse di tradimento. 
Intanto le azioni militari si spostavano nel cuore della formazione pisana: le galee liguri lanciarono verso le navi toscane dardi infuocati di pece, olio e solfo, distruggendo i ponti avversari con massi scaraventati fuori bordo da costose catapulte. Tuttavia il gesto che segnò definitivamente la vittoria genovese fu l'arrembaggio dell'imbarcazione del podestà Morosini, tratto in trappola da due galee nemiche, legate tra loro da una lunga catena; Zaccaria diede dunque l'ordine alle proprie navi di avanzare, tranciando l'albero della galera del comandante massimo pisano, che fu conseguentemente catturato.

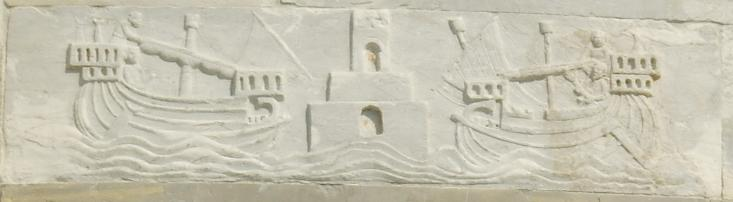
Bassorilievo della Torre di Pisa raffigurante Porto Pisano.

Sul bilancio della sconfitta pisana non tutte le fonti sono accordi: certo è che circa tre quarti della flotta toscana andò perduta, tra imbarcazioni catturate e affondate. La Cronaca roncioniana riporta che il 6 agosto l'armata della città dell'Arno perse 28 galee; Guido da Corvaia, nella sua opera Libri memoriales, afferma che i pisani dovettero affrontare la perdita di più di 30 imbarcazioni; l'anonimo che redasse la Fragmenta historiae pisanae scrive che Pisa dovette affrontare la cattura di 27 galee, 11.000 prigionieri e 1.285 caduti. Nella cronaca pisana si afferma invece che i liguri sequestrarono 23 galere; dello stesso avviso non è tuttavia Jacopo Doria, figlio di un capitano del popolo ed importante esponente dell'aristocrazia genovese, che nei suoi Annali (1293) ricorda che i catturati avversari alla Meloria furono 9.272, i caduti toscani furono circa 5.000 e le navi acquisite 29. Le cifre sono discordi anche sui prigionieri: Tolomeo da Lucca (Tholomei lucensis annales) ne indica 10.000, mentre Giovanni Villani li aumenta sino a farli divenire 16.000
È stato ritenuto da taluni probabile che nel frangente nel quale la battaglia si svolse Nino Visconti, non ancora giunto alla maggiore età, si trovasse nei suoi domini sardi, in Gallura, nella Terranova sede storica della sua casata. Tuttavia questa teoria non trova riscontri storici, e appare illogico che abbia tentato una traversata nei mesi dello scontro di Tavolara, durante i quali viaggiare sarebbe stato rischioso. Si è invece ipotizzato che il riconoscimento che gli venne dato l'anno successivo, cioè quello di guida politica del casato Visconteo e dunque di personaggio determinante delle vicende pisane, derivò dal carisma e dalla prodezza dimostrata nella battaglia della Meloria. Tale teoria è appoggiata anche dalla documentazione che conferma un coinvolgimento notevole della sua consorteria nello scontro. La sconfitta pesò strategicamente più su Nino che su altri aristocratici: la difficoltà nel raggiungere le proprie terre isolane ad ovest danneggiò anche il commercio, fattore determinante nell'economia gallurese.

#### Formazione della "Lega Guelfa" in chiave antipisana

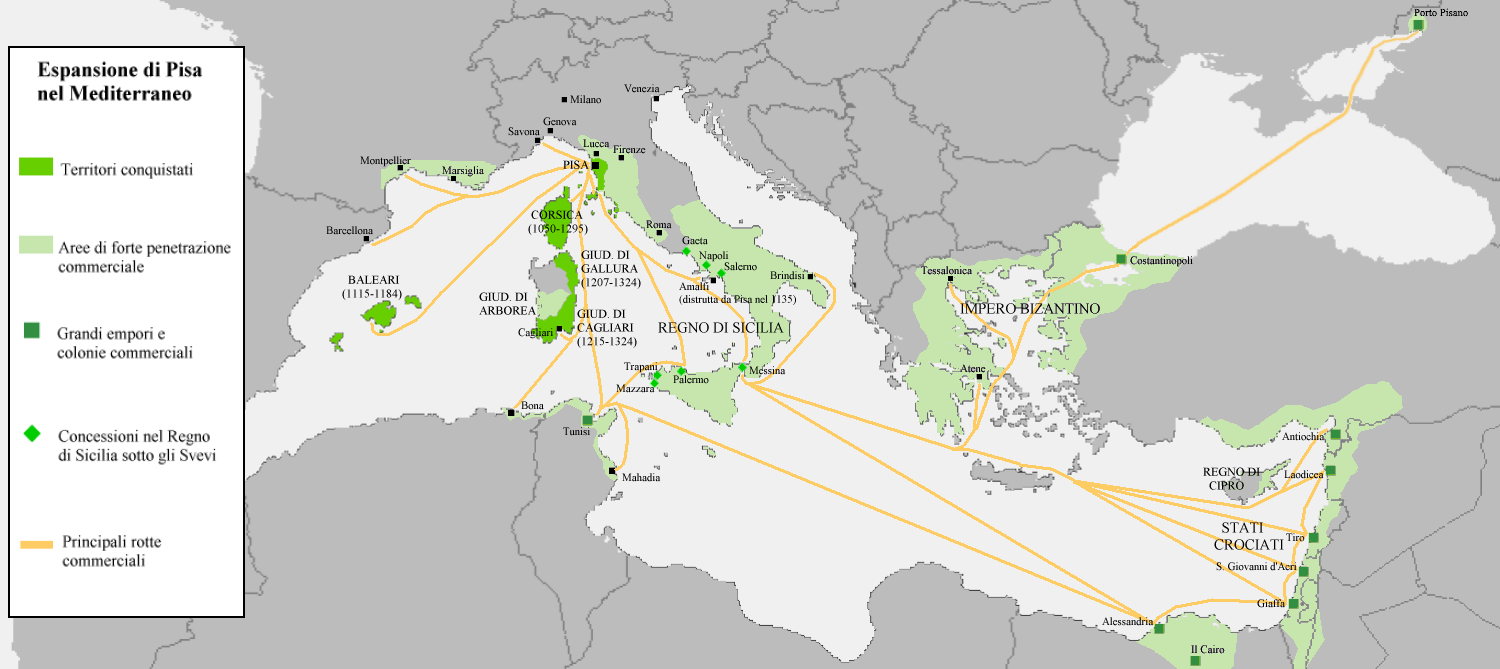
L'impero politico e commerciale pisano, giunto all'apice nel periodo antecedente alla Meloria.

Come già anticipato, la battaglia causò a Pisa una crisi economica di effetti disastrosi. Come Nino Visconti, i ricchissimi mercanti della città dell'Arno, particolarmente influenti nell'area del Mar di Levante, videro perduta la possibilità di utilizzare la rotta per la madrepatria, intrappolata nella morsa genovese, al fianco dei quali sarebbero rapidamente scesi in campo i rivali conterranei di Pisa. Alla crisi commerciale s'accompagnò un crollo demografico, causato dalle migliaia di uomini deceduti nello scontro o tratti prigionieri. Nell'autunno del 1284, Lucca, Firenze e la Superba strinsero un'alleanza venticinquennale contro la città del Visconti, firmando in segreto l'accordo il 13 ottobre a Rapallo. Ad aderire alla lega, di orientamento spiccatamente guelfo, furono invitati esplicitamente Nino, Ugolino della Gherardesca e le loro rispettive consorterie; venne loro offerta anche la cittadinanza ligura, a patto che giurassero fedeltà alla Repubblica, sottomettessero i loro feudi alla città marinara e combattessero contro Pisa secondo la volontà genovese. L'offerta venne «sdegnosamente» rifiutata, con la successiva approvazioni di numerosi storiografi ottocenteschi, tra cui Ranieri Grassi, che annota nella sua opera Descrizione storica e artistica di Pisa e de' suoi contorni che:
Contemporaneamente i genovesi stabilirono di respingere le richieste di rilascio dei prigionieri dietro pagamento di riscatto, con l'obiettivo di togliere per il maggior tempo possibile a Pisa forza armata. Solo l'ex podestà Alberto Morosini fu liberato, a seguito delle pressioni dei tre ambasciatori veneziani giunti per trarlo in salvo; tuttavia fu costretto a giurare che non avrebbe mai partecipato alla vita politica pisana, aprendo le porte all'ingresso ai vertici della Repubblica di Nino e di suo nonno.

### Attività politica

#### Ascesa del nonno Ugolino

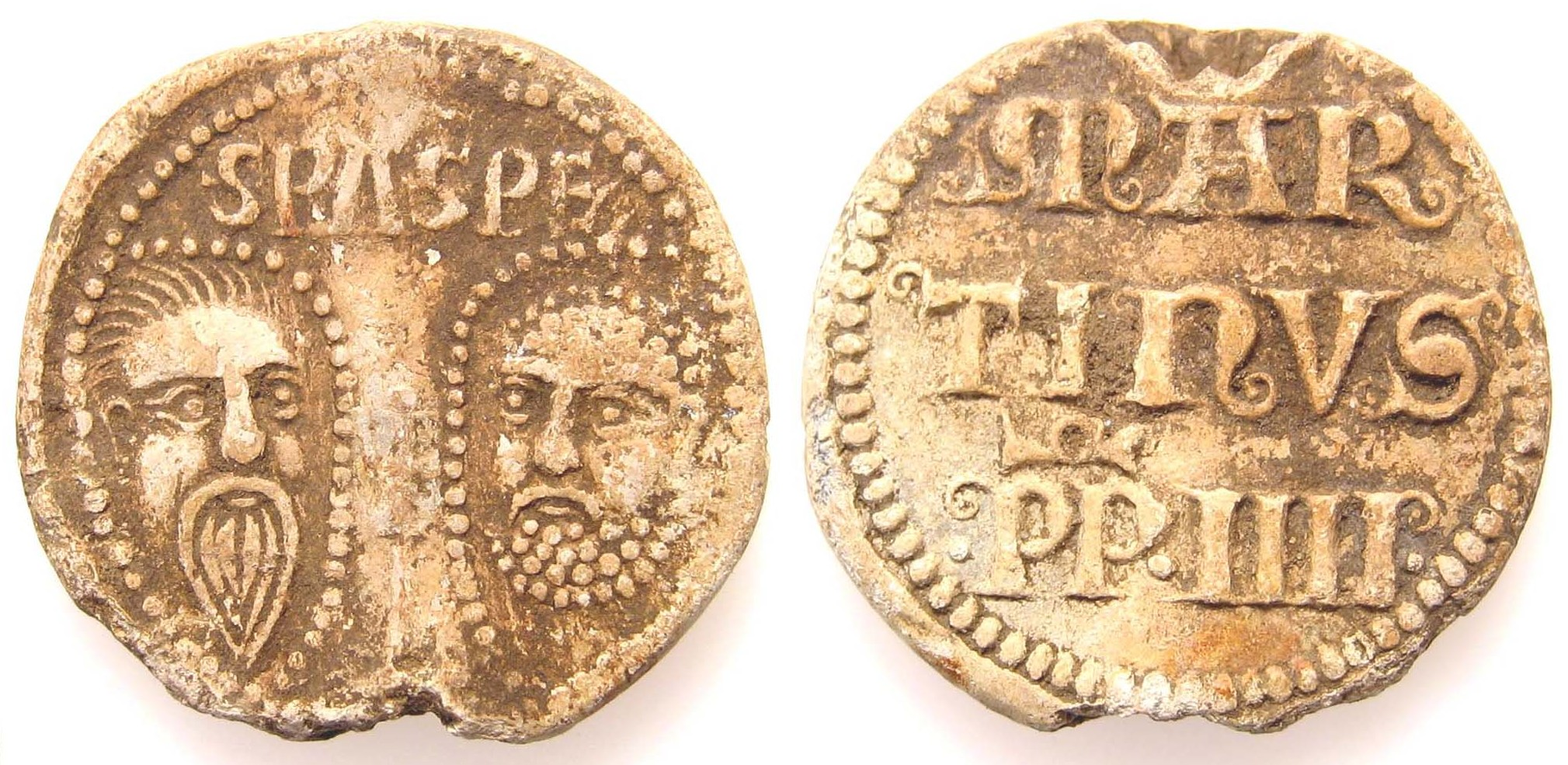
Sigillo di una bolla pontificia di papa Martino IV.

All'indomani della battaglia della Meloria Pisa si trovò in una situazione disastrosa, aggravata dalla lunga tradizione di lotte intestine tra famiglie rivali; la difficoltà del momento necessitava però di una rapida soluzione, che l'esiliato e dimissionario Morosini non era più in grado di dare. Rinunciando alla tradizione di affidare la carica podestarile ad uno straniero, non cittadino, il Comune stabilì di consegnare il massimo scranno nelle mani di un uomo politico di grande esperienza ed influenti parentele, Ugolino della Gherardesca, all'epoca conte di Settimo e di Donoratico, nonché, come già detto, nonno materno di Nino. Grazie alle scelte durante la prima guerra dei fuoriusciti, appariva come estremamente prossimo ai Guelfi del nipote, oltre che ai più potenti comuni toscani, al fianco dei quali aveva combattuto. Grande sostegno all'incarico dato ad Ugolino venne offerto dai prigionieri nelle carceri genovesi (tra i quali figurava Fazio della Gherardesca, convinto ghibellino) che vedevano in lui la possibilità di una rapida e prossima liberazione. A giocare a suo favore vi era la fama di «cavaliere di ferro», di abile negoziatore, la nota capacità di comando e l'energia che aveva posto nella sua attività politica.
In riunione, il consiglio cittadino lo elesse all'unanimità nuovo podestà. L'inizio della sua podesteria cadde il 18 ottobre 1284, in un clima d'incertezza a causa della creazione della nuova lega guelfa, cui si sperava Ugolino avrebbe posto fine. La forte convinzione con la quale tutte le fazioni lo designarono quale loro guida chiarisce l'infondatezza della tesi secondo la quale il nonno di Nino sarebbe stato visto come un traditore dalle consorterie. Per sancire l'avvicinamento a politiche d'orientamento guelfo, la Pisa di Ugolino consegnò le chiavi della città a papa Martino IV, ex-cancelliere di Francia e "burattino" del più importante alleato della consorteria viscontea, Carlo d'Angiò.

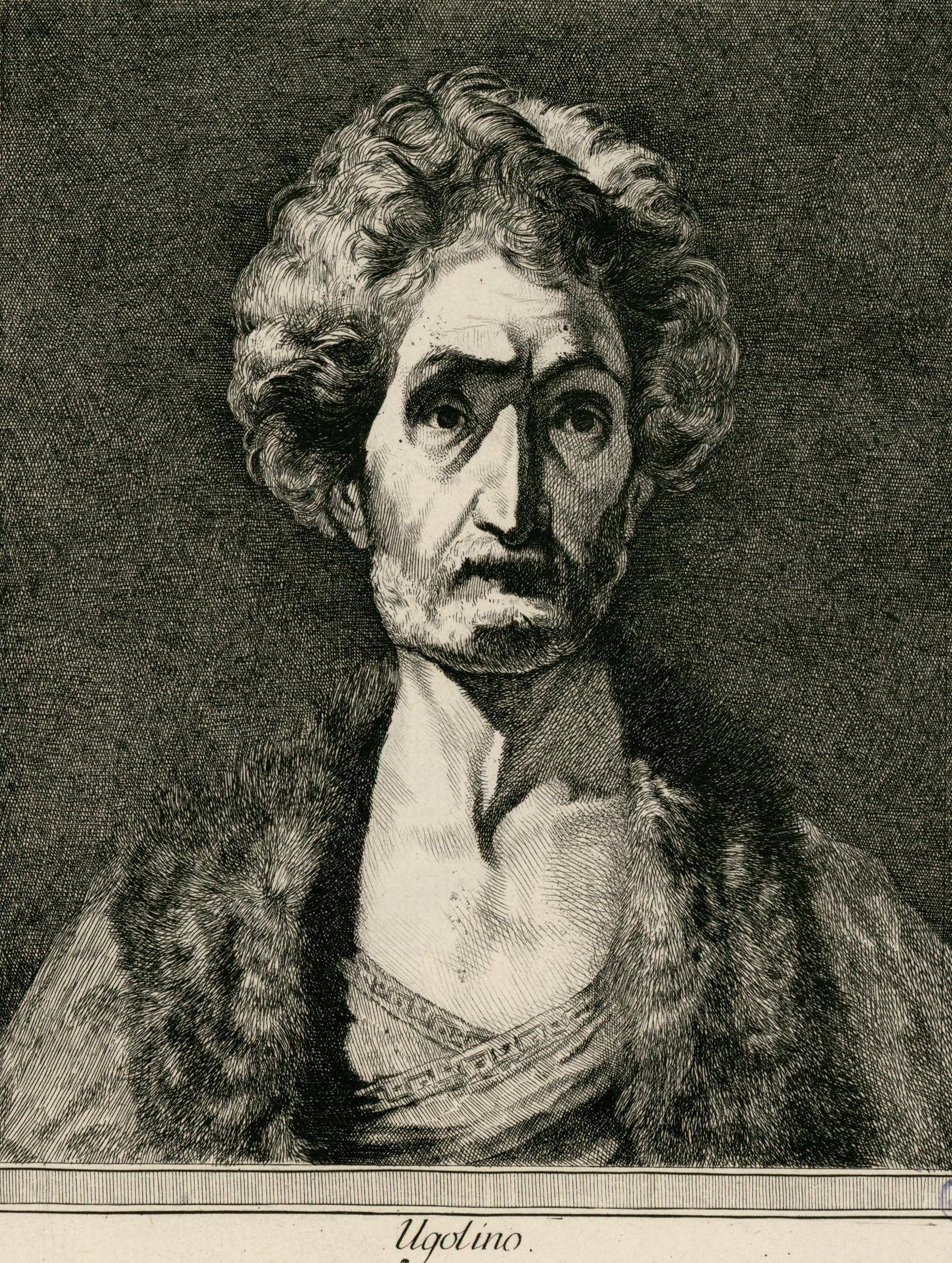
Johann Caspar Lavater, Ugolino, Physiognomische Fragmente (1775-1778).

Delineando con ancora maggiore chiarezza la sua linea politica, il conte nominò il giovane Nino suo «segretario». Impiegò immediatamente tutti i suoi sforzi nel tentativo di sciogliere la morsa che si stringeva attorno a Pisa, la nuova lega guelfa. Dopo aver incassato una seconda approvazione da parte del Comune, con l'estensione straordinaria a dieci anni del suo mandato di podestà, avviò le trattative con le città rivali; per potenziare gli accordi, si recò personalmente a Firenze, dove rapidamente riuscì a accordarsi pace separata, scongiurando un conflitto. Per ottenere ciò il prezzo fu alto: dovette restituire alla repubblica fiorentina i castelli del Valdarno e a Lucca quelli di Bientina, Ripafratta e Viareggio. Allontanò anche i capi ghibellini dalla città, e incentivò la formazione di gruppi armati di iniziativa popolare.

#### Duumvirato
Secondo la tradizione storiografica, alla fine del 1285, ormai adulto (anche legalmente), Nino Visconti venne associato dal nonno alle due massime cariche comunali, il capitanato del popolo e la podesteria. Secondo quanto più volte affermato, il conte di Donoratico, nonostante l'ambizione, considerando la sua avanzata età, decise il quel periodo di stabilire anticipatamente il suo successore, nella previsione di una sua prematura morte. Reputandolo adatto, il della Gherardesca avrebbe richiamato dalla Sardegna il nipote Nino. Secondo questa frequente ricostruzione, il giovane giudice avrebbe avuto il forte desiderio (anche durante i mesi precedenti alla maggiore età) di assolvere posizioni di prestigio nel governo comunale, esercitando pressioni sul nonno per ottenere le ambite cariche. Temendo uno scontro con lui e la fazione che lo sosteneva, Ugolino avrebbe accettato di affiancarlo ai vertici cittadini.
In questo contesto lo storico Flaminio Dal Borgo tesse le lodi di Nino, ammirandone il carattere ed esaltandone la superiorità morale rispetto al nonno; infatti, oltre che eguagliarlo «nella chiarezza e nella nobiltà de' natali», lo superava di gran lunga «nel valore, e nella gentilezza del tratto, onde otteneva anche gran seguito e favore dal Popolo e dagli amici». 

##### Capitano del popolo (1286) e Podestà (1287)

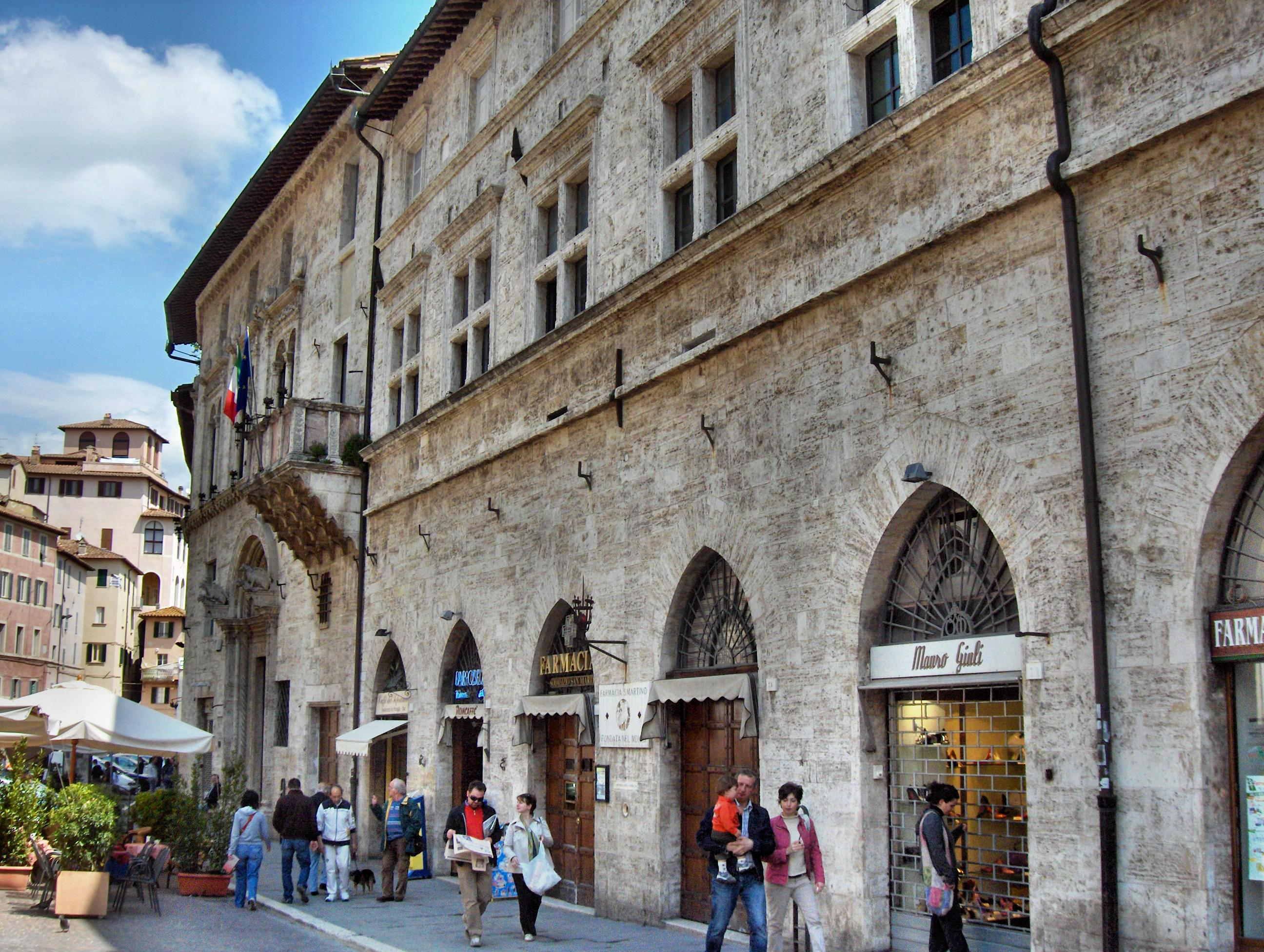
Il palazzo del Capitano del Popolo a Perugia. Il capitano aveva il compito di tutelare gli interessi del «popolo».

Tuttavia i documenti storici si oppongono alla versione che posiziona la data di nascita della diarchia nel 1285. Il primo atto che accerti Nino nell'esercizio della sola carica di "capitano del popolo" risale infatti al luglio 1286, mentre al termine dell'anno precedente risultava un semplice privato. A favore della più recente tesi si schiera anche l'autore anonimo del Fragmenta, che indica nell'opera che il governo comune ebbe la durata di 18 mesi.
Le prove documentali concordano perciò con la tesi che Nino venne nominato Capitano del Popolo nel luglio 1286. Rapidamente si giunse però ad una totale condivisione dei poteri massimi, particolarmente spinta dalla consorteria di Nino. Nella tarda primavera del 1287, il giudice di Gallura venne infatti eletto Podestà e Capitano del Popolo per una durata di 10 anni. 

###### Governo

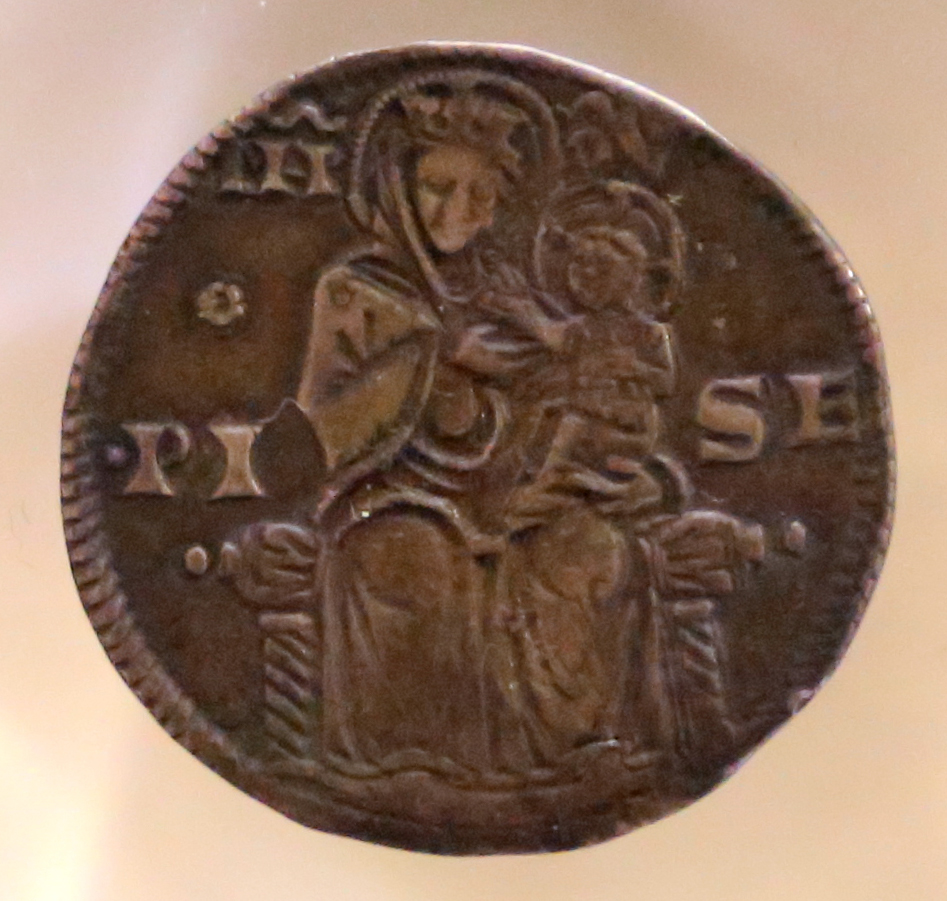
Grosso da due soldi pisano (1275-1290).

Si è discusso circa la legittimità dell'associazione di Nino da parte del nonno Ugolino. Non appare infatti chiaro se tale nomina discendesse dal potere autonomo del podestà già in carica o se ponesse le sue basi sui regolamenti "costituzionali" della Repubblica.
Tuttavia, sin dall'inizio del loro mandato, i "diarchi" assumettero poteri straordinari, con la possibilità di mettere mani con le massime libertà alle leggi allora in vigore.
Tra i primi atti del loro governo vi fu la cessione al Comune di Firenze degli importanti forti situati a Pontedera, inclusa tra i vincoli dati dalla città Guelfa per non intervenire a favore di Genova contro Pisa. Tale gesto, come anche i trasferimenti di sovranità di alcune rocche a Lucca per le medesime motivazioni, è stato sempre oggetto di controversia, in quanto ritenuto prova di un presunto tradimento attuato dal Visconti e da suo nonno. In realtà, come testimoniato da diverse fonti contemporanee o vicini temporalmente ai fatti, testimoniano come le dismissioni da parte dei pisani di questi fortilizi siano state determinanti per evitare che il conflitto con i liguri divenisse troppo ingestibile. I due Ugolini affidarono mandato di trattare per le cessioni con Firenze prima del 29 ottobre 1287 a Gherardo Visconti, Marzucco Scornigiani e Pannocchia della Sassetta. Nelle settimane che seguirono il castello di Pontedera venne trasferito alla Repubblica del Giglio; quali fortezze furono oggetto delle trattative non è tuttavia certo: secondo alcuni esse sarebbero state Fucecchio, Castelfranco, Santa Maria in Monte, Santa Croce e Montecalvoli, mentre secondo altri solo Pontedera e Calcinaia. È stato comunque concluso che in questo caso i diarchi non agirono per ambizioni personali o per vicinanza politica ai fiorentini, ma per garantire migliori condizioni di belligeranza alla città di Pisa.

###### Legislazione e politiche edilizie

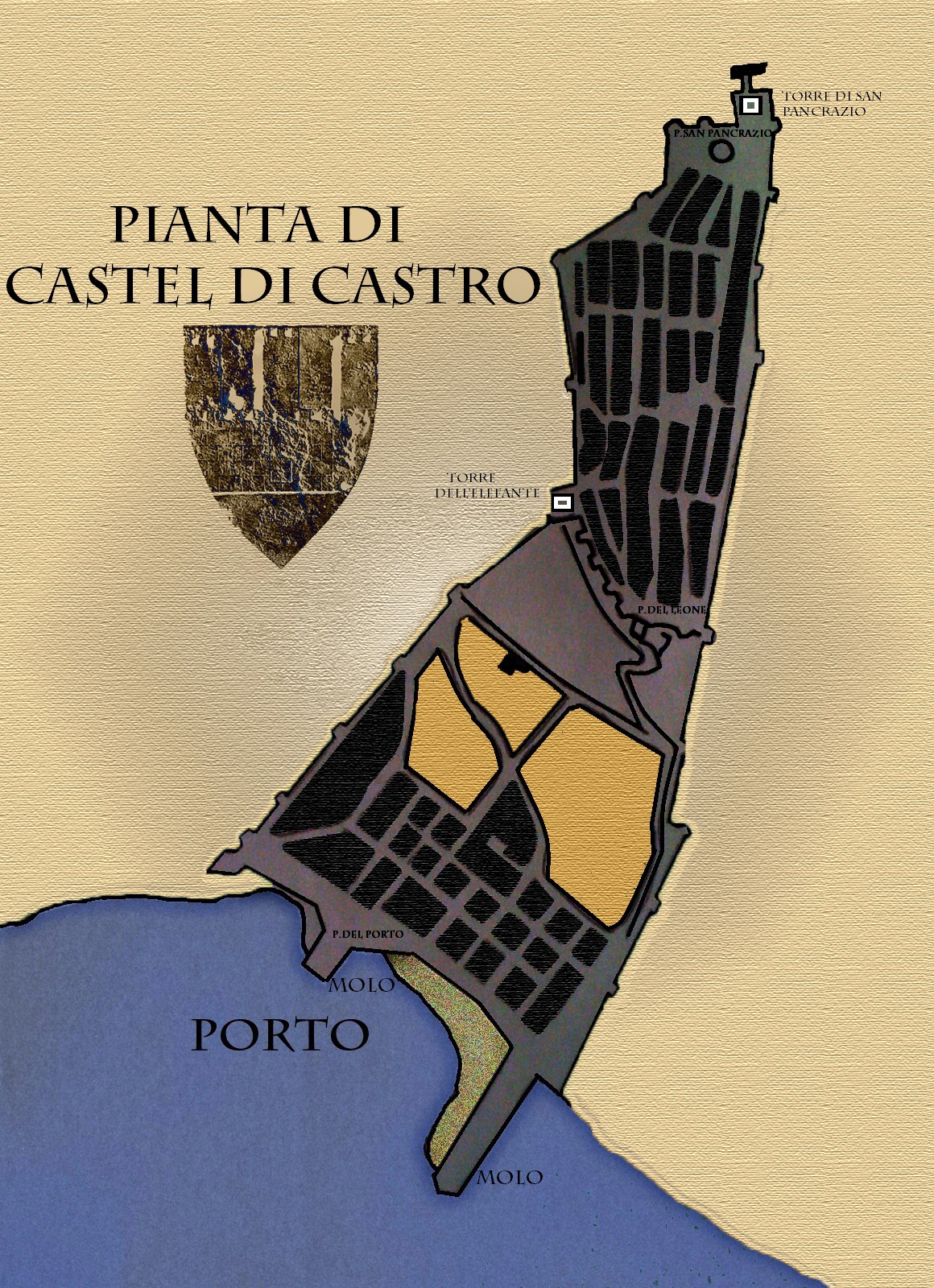
Pianta della città di Cagliari durante la fase di dominazione pisana.

Avendo nelle proprie mani un incontrastato potere (i duumviri erano superiori a qualsiasi altra carica o organizzazione), come già anticipato, i due Ugolini mutarono radicalmente la struttura amministrativa del Comune, soprattutto nei possedimenti dei nobili toscani in Sardegna, formalmente sottoposti alla "metropoli" dell'Arno. Tra i loro primi provvedimenti vi fu infatti la modifica dei regolamenti circa le terre sarde, e nello specifico Cagliari. Dal 1230 al 1256 a Castel di Castro aveva avuto sede un solo castellano, ma durante la guerra contro il giudicato di Kallari il loro numero era stato incrementato sino a giungere a due; essi erano assistiti da un giudice (detto anche assessore), e designati dal Consiglio degli Anziani di Pisa. Tali criteri erano stati rettificati dal Brevi pisani Communis, il quale riconosceva, fra l'altro, ad alcune città oltremarine il diritto di avere delle leggi e un'amministrazione autonome. A concedere questa maggiore indipendenza furono infatti i duumviri, i quali, nel 1286, pubblicarono alcune "rubriche" del Brevi pisani Communis, che permisero a Cagliari di dotarsi di un proprio Breve e che mutò le modalità di elezione dei castellani. Alcuni regolamenti proibivano infatti al rettore dell'attuale capoluogo isolano di essere un fedele o un beneficiario dei favori dei Domini Sardinee; i due Ugolini abolirono quella legge ed anzi stabilirono che la designazione dei castellani spettasse al Podestà e al Capitano del Popolo, e non al Consiglio degli Anziani. Tale modifica rappresentò un grave attacco al potere dell'Anzianato, composto dalle principali famiglie pisane, le quali avevano finito per eleggere alla carica cagliaritana membri stessi del Consiglio; il prestigioso ruolo fu concesso a Guelfo della Gherardesca, figlio del conte e zio materno dello stesso Nino, ed il ché causò contrasti, oltre che con la nobiltà e le grandi consorterie, anche tra i due duumviri: si è appreso infatti che il ventenne giudice di Gallura non dovette gradire la nomina del potente zio, che acquisiva un ruolo di primo piano nell'amministrazione delle terre pisane dell'isola.
Significativo fu il loro impegno anche nel riassetto urbanistico della città dell'Arno: fu rafforzato l'arsenale, e si attuò il completamento delle mura pisane con i relativi fossati, e l'edificazione dei cosiddetti "ricoveri" per le galee. Fecero erigere una nuova torre e fecero elevare le altre, unendo con un tratto di mura la porta di «San Marco di Guazzalongo» con la torre campanaria di Sant'Andrea in Kinzica, come programmato dal 1284. Per loro ordine fu terminato il "Ponte della Spina", avviato nel 1262, si lastricarono e «mattonarono» molte vie, e furono costruite scale in pietra per raggiungere il fiume. I due Ugolino fecero effettuare la manutenzione delle condutture fognarie cittadine. Si prosciugò l'area del Paludozzeri, dove furono più tardi edificate delle abitazioni.

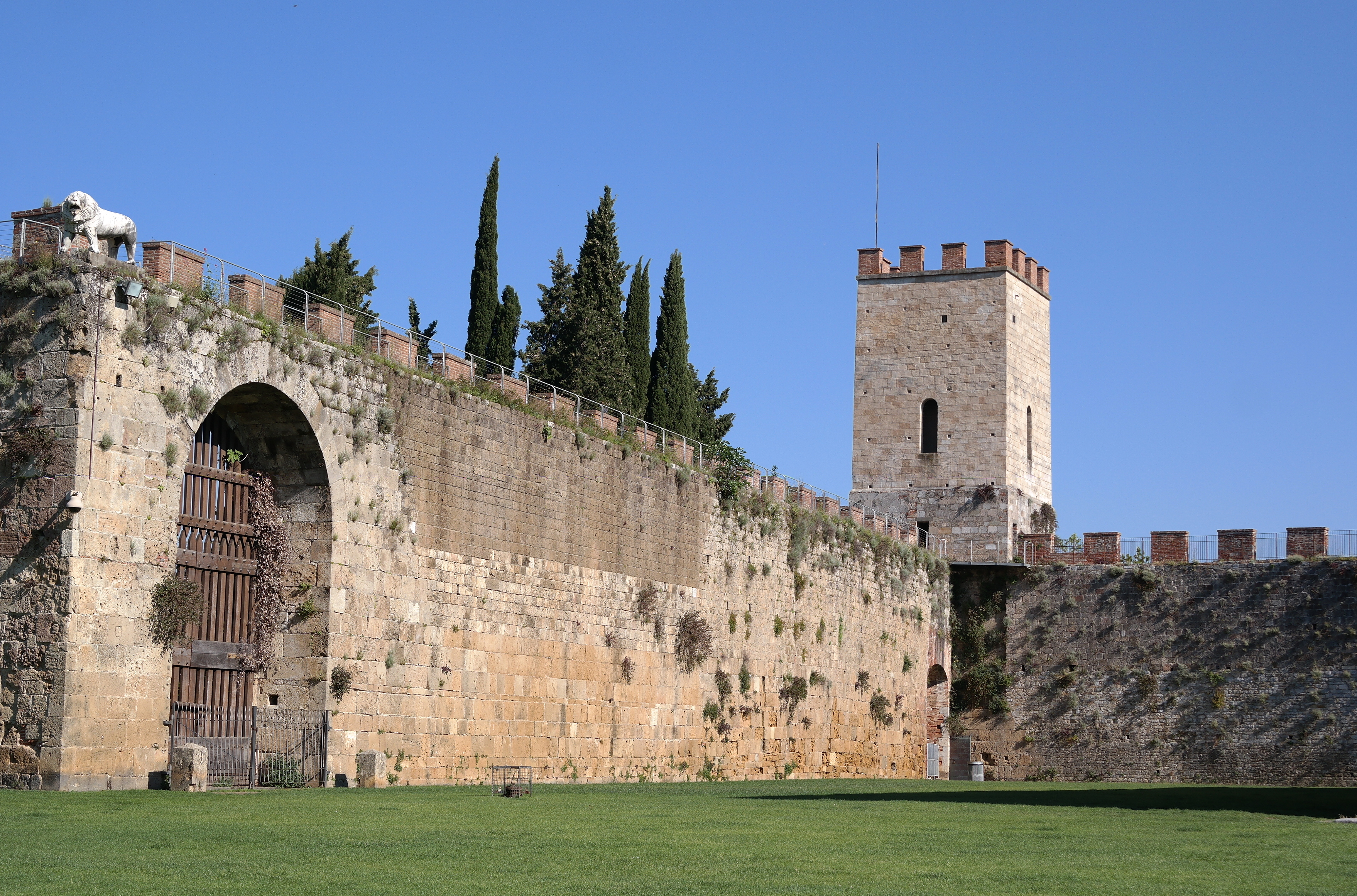
Le mura pisane viste da piazza del Duomo, con la porta e torre del Leone e la torre di Santa Maria; Nino e suo nonno contribuirono all'espansione delle fortificazioni che circondavano la città.

La più importante modifica legislativa del duumvirato fu la redazione di un nuovo codice "costituzionale", frutto dell'accorpamento del Breve Communis e del Breve Populi; tale riforma fu influenzata da quelle attuate nello stesso periodo da Obizzo II d'Este a Ferrara, futuro suocero di Nino. I lavori di riforma portarono ovviamente ad una revisione dei testi, la quale fu terminata nel 1287, quando già i due Ugolini erano entrambi podestà. Venne infatti indicato al termine dell'opera che essa sarebbe dovuta essere copiata in due volumi di dimensioni uguali, da consegnare a d.nus comes Ugolinus, potestas, e d.nus Iudex Gallurensis, potestas. Il nuovo codice si divideva in quattro volumi, trattanti svariati argomenti: «attribuzioni dei diversi ufficiali cittadini», le metodologie della loro elezione, i poteri dei podestà, i privilegi garantiti dal Comune, «norme penali», «ordinanze di polizia municipale», regole circa la manutenzione o l'edificazione di monumenti pubblici, come il Camposanto, la cui costruzione era stata avviata nel 1277 dall'arcivescovo Federico Visconti. Diversi capitoli trattavano dei possedimenti sardi: De castellani, iudici et notariis Castelli Castri (LVI), De burgensibus Castelli Castri (CXLVIII), De non permictendo fieri devetum (CLV) e De electione potestatis et notarii de Sassari (CLXXV) nel primo libro, mentre De callaribus Stagni (VII) si trovava nel quarto volume. Le innovazioni al contenuto del codice furono comunque poche, mentre fu riconfermata la tutela dei possedimenti di Nino da parte dell'"Opera di Santa Maria di Pisa".
Particolare attenzione fu rivolta ad uno dei ruoli ricoperti da Nino, quello di capitano del popolo, la cui autorità era regolata dal Breve compagniarum pisani Communis. Il testo, revisionato nella fase del duumvirato, trattava le norme vigenti circa il giuramento degli organi della magistratura pisana, le caratteristiche dei loro incarichi e «le norme della legislazione antimagnatizia». All'interno del Breve era presente un capitolo, il LXXIII, De Donno Mariano; benché il contenuto della sezione sia andato perduto, Francesco Bonaini ha ipotizzato che vi si concedessero privilegi al giudice arborense Mariano II, all'epoca personaggio particolarmente della politica pisana.

###### Le politiche anti-popolari

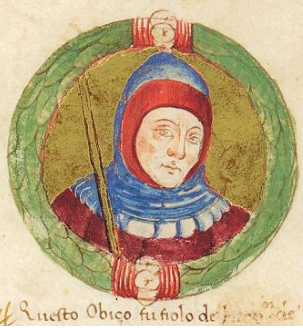
Obizzo II d'Este in una miniatura; il futuro suocero influenzò particolarmente Nino nelle sue scelte politiche.

Durante questa fase Nino ebbe modo di rendere chiaro il proprio orientamento politico nettamente aristocratico e anti-"popolare", cioè oppositore della classe borghese in forte ascesa. Al fianco del nonno, tramite i mezzi legislativi, tentò di arginare l'influenza delle corporazioni, delle sette Arti maggiori e dei tre ordini della lana, del mare e dei mercanti. Tale "classe sociale", capitanata dai più potenti esponenti della borghesia mercantile e artigianale aveva guidato per decenni il Comune, sfavorendo le grandi famiglie nobili, tra le quali i Visconti. Anche qui fu notevole l'influsso del futuro suocero di Nino: i duumviri tolsero ogni autonomia alle Arti, i cui statuti dovettero essere approvati da assemblee legislative nelle mani dei due Ugolini, come avvenuto per ordine di Obizzo d'Este a Ferrara. Con le corporazioni furono ancora più duri: ne imposero il totale scioglimento e il divieto di ricostituirsi.
Per limitare tuttavia l'influenza delle Arti maggiori, esenti dalle sanzioni più dure, i duumviri concessero i seggi spettanti a queste nel Consiglio degli Anziani (quattro) a tutti i praticanti delle attività "borghesi", e non solo alle Sette, che così si vedevano private della compattezza nelle decisioni politiche che le aveva contraddistinte. L'unico degli Ordini che non fu privato dei tradizionali privilegi fu quello dei Mercanti, che mantenne la propria organizzazione interna. Questi provvedimenti -è stato sostenuto da molti storici- avevano l'obiettivo di attirarsi la simpatia della plebe, ricercata anche tramite delle particolari sanatorie, come quella concessa a tutti i capofamiglia cittadini possessori di immobili.

###### Il matrimonio con Beatrice d'Este

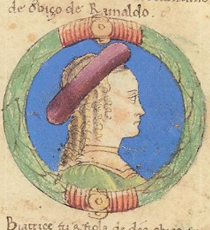
Beatrice d'Este in una miniatura.

Nel 1287 Nino, all'epoca uno dei più importanti uomini politici della penisola italiana, convolò a nozze con Beatrice d'Este, figlia del già citato marchese Obizzo II; la data di nascita della ragazza è posizionata dagli studiosi al 1268, tenendo fede ai cronisti dell'epoca che le attribuivano 32 anni al momento del secondo matrimonio, nel 1300. Tale supposizione è avvalorata anche dalla documentata maggiore anzianità del fratello Azzo e dalla data di matrimonio del padre con la madre, Jacopina Fieschi, nipote di Papa Innocenzo IV, avvenuto nel 1263. È stato congetturato che Nino e la sua futura consorte si conobbero nel settembre 1282, in occasione delle nozze avvenute a Ferrara della romana Giovanna Orsini, nipote di papa Niccolò III, con Azzo, fratello maggiore della nobile estense; alla cerimonia parteciparono infatti tutti i principali esponenti dell'aristocrazia guelfa italiana e pisana. Certo è che il matrimonio non avvenne nel 1276, come affermato da alcuni studiosi ottocenteschi, e neanche nel 1288: se la prima data non ha attestazioni di alcun tipo e viene contraddetta da altre, la seconda appare improbabile per via degli sconvolgimenti politici che riguardarono Nino in quel periodo.

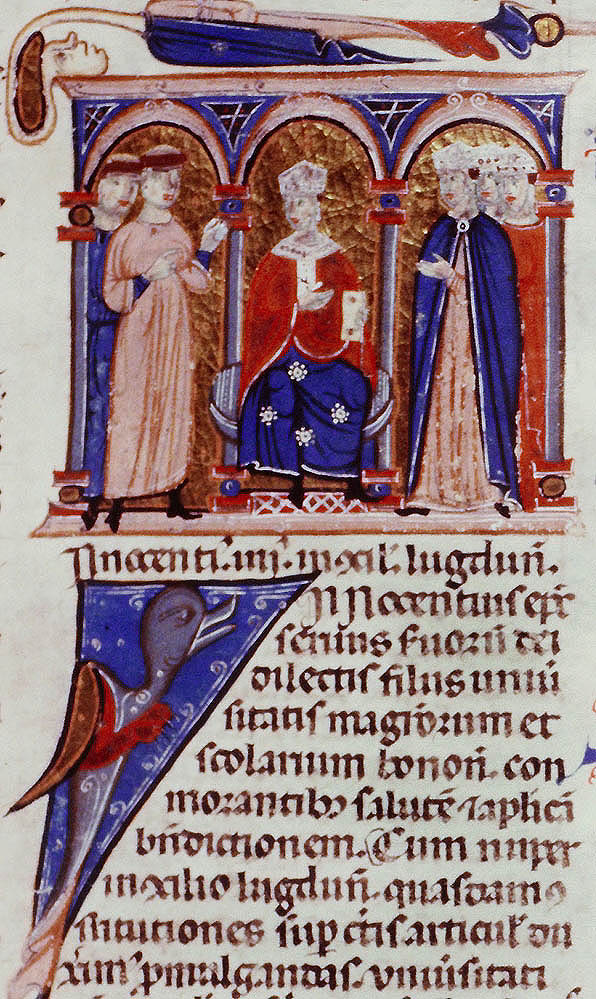
Papa Innocenzo IV al Concilio di Lione attorniato da vescovi, miniatura del XIII secolo. Il pontefice, prozio della consorte di Nino, grazie alla sua amicizia con l'arcivescovo Federico Visconti, rappresentava un punto d'unione fra la famiglia del giudice di Gallura e quella Estense.

Secondo il noto Giovan Battista Pigna, segretario del duca di Ferrara Alfonso II e commentatore dell'Orlando furioso di Ludovico Ariosto, nella sua Historia de principi di Este, il marchese Obizzo II concesse in sposa a Nino Beatrice per fare in modo che l'intera parte guelfa toscana gli divenisse amica, in modo da collaborare politicamente con tutti i grandi centri urbani al di là dell'Appennino tosco-emiliano. In ogni caso vi erano già stati legami d'amicizia della famiglia di Nino con quella di Beatrice: il già citato arcivescovo Federico Visconti, protagonista delle vicende politiche pisane degli anni '70 del Duecento, fu cappellano del pontefice Fieschi prima che egli ascendesse al Soglio di Pietro, e fu a lui che fece dono della sella consegnatali da Guglielmo di Capraia nella sua visita in Sardegna, nel 1263.

###### Riforme autoritarie
Nel periodo del duumvirato vi fu dunque un decisivo tentativo di incrementare il potere in mano alla figura del podestà. Fin dal 1284 il nonno di Nino si era infatti mosso in questo senso: se il podestà era precedentemente l'uomo che eseguiva le decisioni prese dal Consiglio degli Anziani, Ugolino fece in modo, nell'autunno dell'anno della Meloria, che potesse usufruire dei "pubblici poteri" in alcuni casi anche "in via esclusiva". Quando, nella tarda primavera del 1287, Nino assunse anch'egli i poteri massimi, il Comune divenne una Signoria, con il capitano del popolo e il podestà liberi di ordinare ciò desideravano. I due giunsero persino a comandare che il Consiglio degli Anziani non potesse concedere udienze private senza che loro fossero presenti; per via di queste riforme, definite "tiranniche", il governo di Nino e di suo nonno è stato spesso indicato come autoritario, rivolgendo uno sguardo anche alle forme di «continua ostentazione dell'assolutismo» riscontrabili nei loro testi legislativi.

###### Rivalità con il nonno

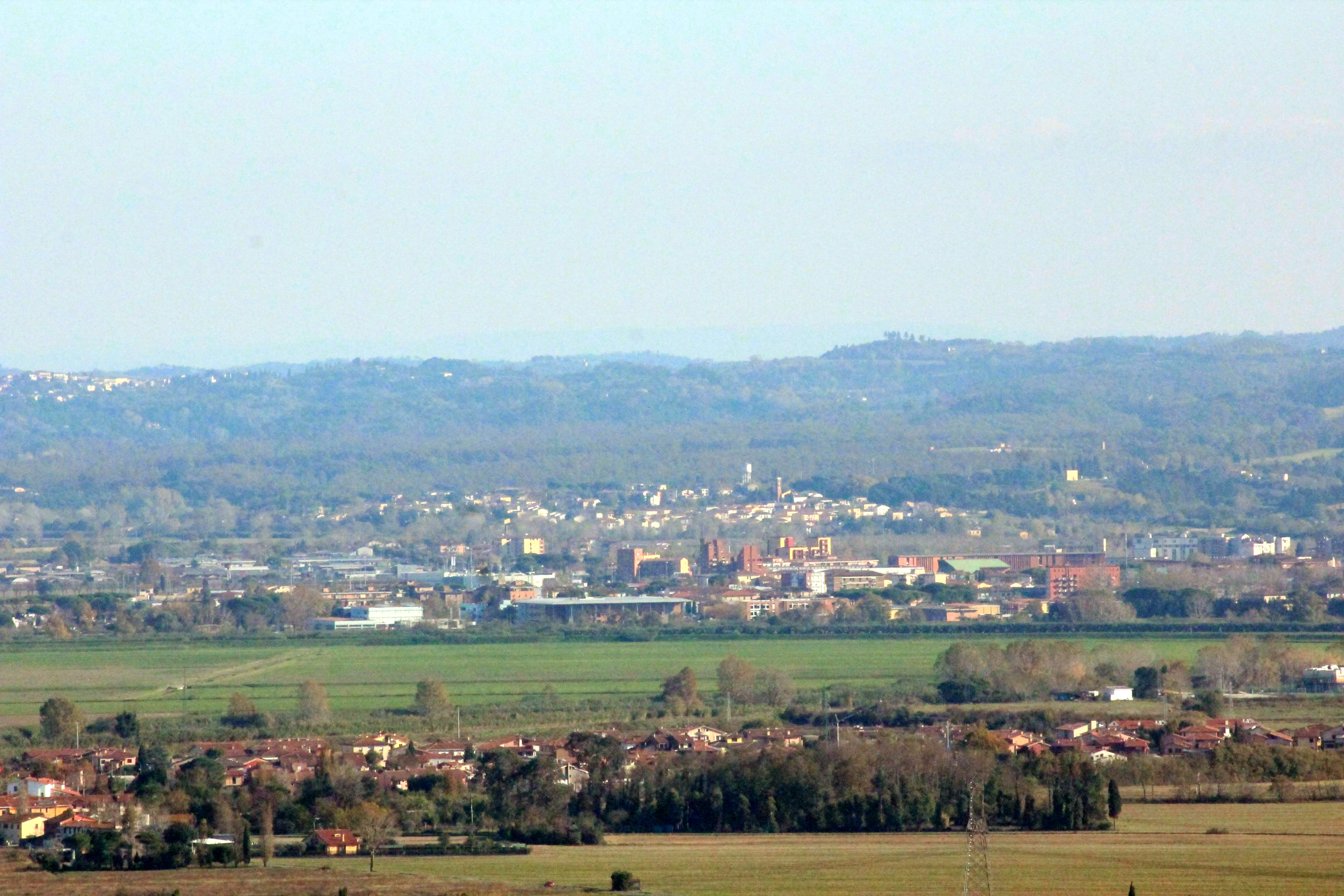
Panorama della città di Pontedera; la cessione del centro e del suo castello fu uno degli atti controversi del governo di Nino e di suo nonno.

Fin dall'avvio dell'esperienza del governo della diarchia erano sorti contrasti tra i due Ugolini: la stessa nomina di Nino a capitano del popolo e podestà era derivata dalle pressioni di questo, spinto dalla sua fazione. Tuttavia fin da subito, il giudice di Gallura, benché nominalmente allo stesso livello dell'avo, si era visto relegato ad una funzione subalterna, causata dalla sua scarsa esperienza politica, frapposta a quella di lunga data del nonno. La cessione di Pontedera al Comune di Firenze, sancita nel 1285 ma avvenuta in realtà solo nel 1287, fu fortemente spinta da Nino, che vedendo come alleati i fiorentini, anni dopo, si sarebbe rifugiato proprio da loro. Questo contrasto portò alla decisione di Nino di recarsi momentaneamente in Sardegna, per gestire l'amministrazione delle sue estese terre; poco dopo, il nonno stabilì autonomamente di porre sotto la gestione del figlio Guelfo la città di Cagliari. Nino vide l'ordine dell'avo come un tentativo di limitarne i poteri, ponendosi, con al fianco Anselmo di Capraia, in un atteggiamento sempre più critico verso il conte di Donoratico.

###### Assassinio di Gano Scornigiani e termine del primo duumvirato

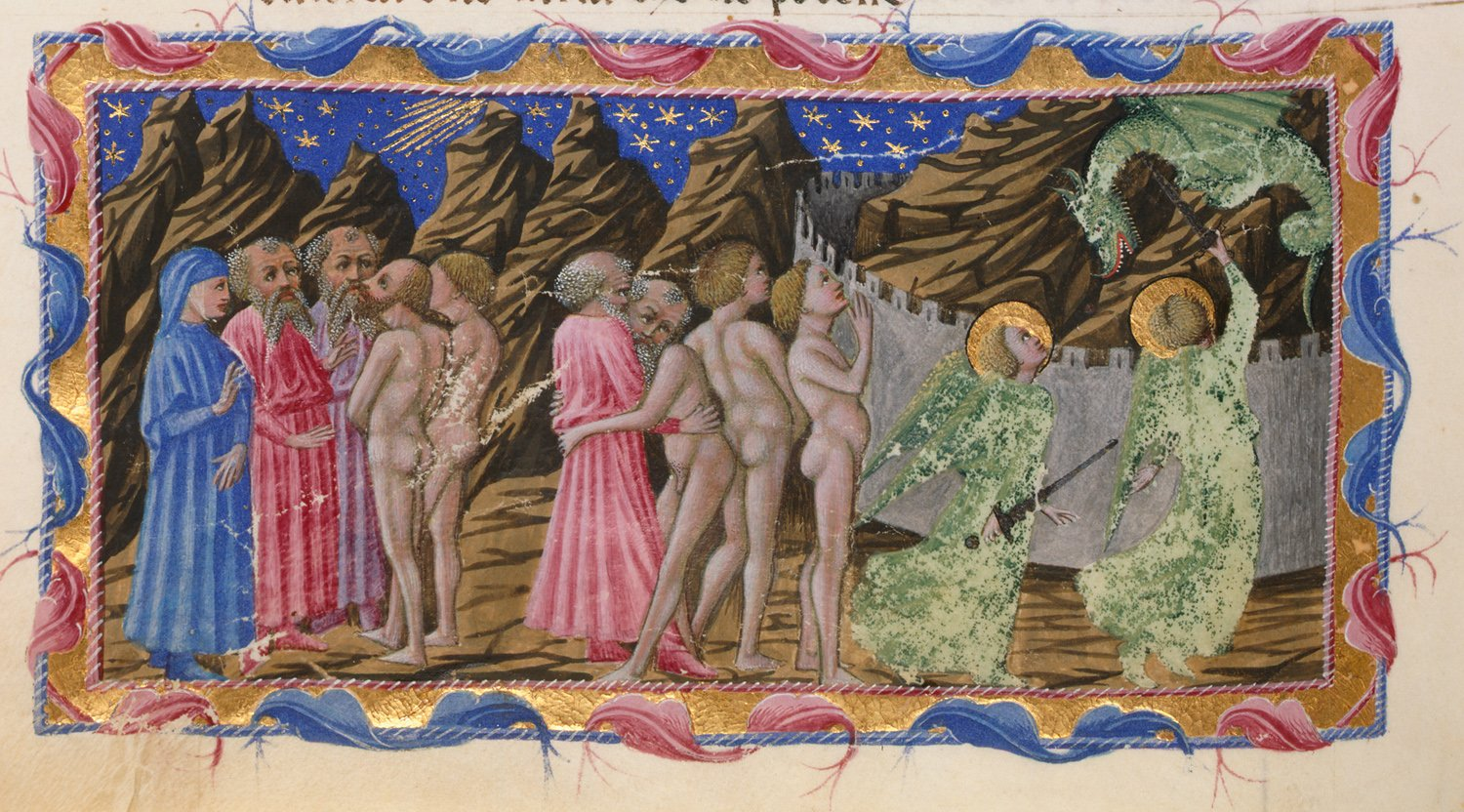
L'abbraccio tra Virgilio e Sordello da Goito, nel canto sesto del Purgatorio dantesco, Priamo della Quercia, 1440 circa. Nel canto Dante incontrò Gano Scornigiani.

Nel 1287 la rivalità tra i due diarchi sfociò nel sangue. Gano (o Giano) Scornigiani, figlio del noto diplomatico pisano Marzucco, fu infatti assassinato per le strade di Pisa. L'autore del gesto è incerto: se secondo alcune fonti, l'assassino sarebbe stato Beccio da Caprone, la maggior parte di queste sostiene la tesi secondo la quale sarebbe stato Nino il Brigata, figlio di Guelfo della Gherardesca, nipote del conte Ugolino e cugino primo del giudice di Gallura; all'unanimità le cronache annotano però che il mandante fu il conte di Donoratico. Questo perché lo Scornigiani era un partigiano del giovane diarca, e storicamente la sua famiglia aveva avuto numerosi legami di sangue e d'alleanza con i Visconti, tanto che lo stesso assassinato aveva militato tra le file del giudice Giovanni nel 1273, in Sardegna.

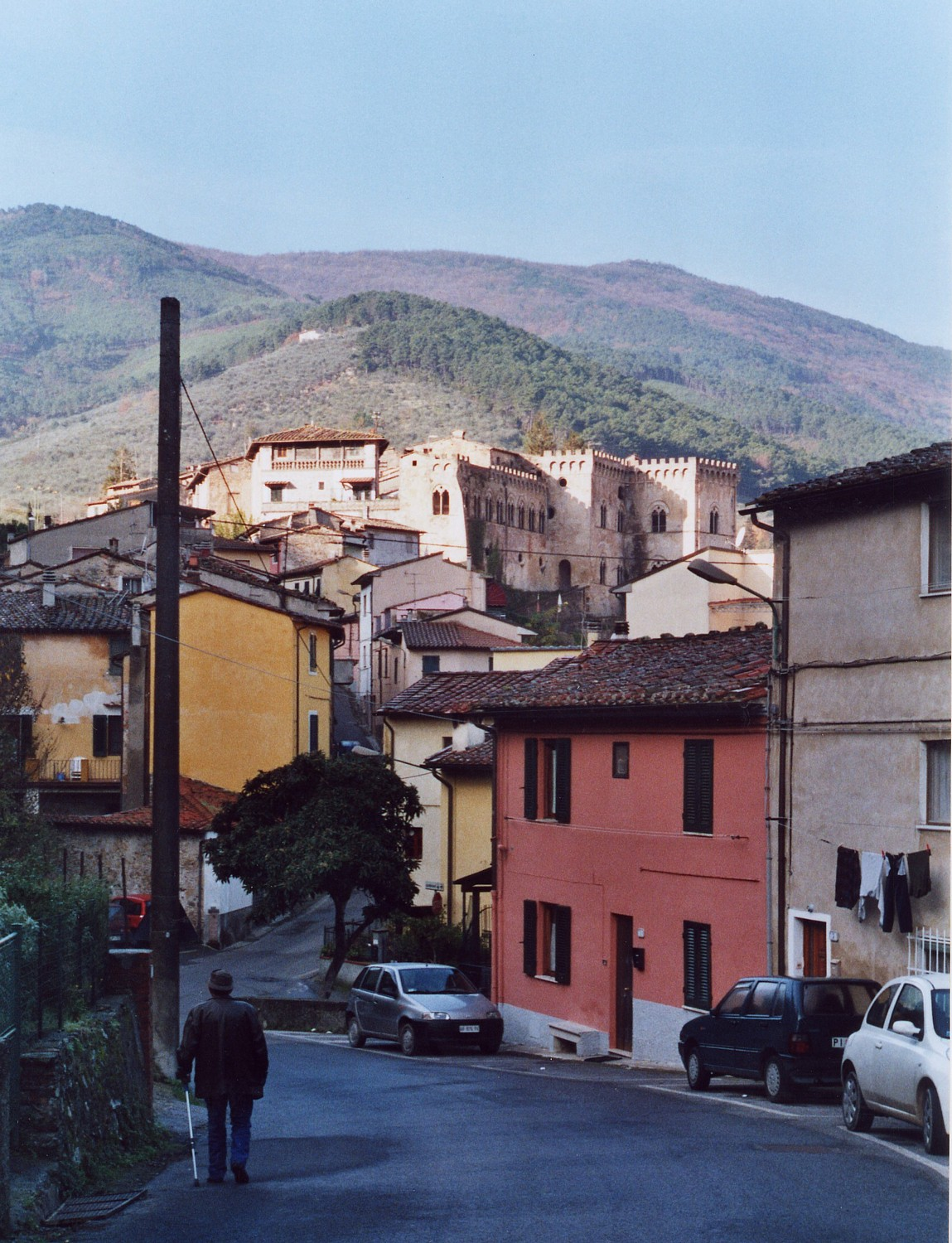
Buti con il "Castel Tonini"; il centro fu teatro di uno scontro tra i sostenitori di Nino e quelli di suo nonno.

Secondo i resoconti dell'epoca il Brigata avrebbe ucciso lo Scornigiani sul Lungarno, ritornando verso casa, colpendolo con una spada; alcune versioni affermano che il corpo della vittima, per ordine del conte Ugolino, sarebbe addirittura stato lasciato lungo la strada, decapitato, con l'imperativo che nessun conoscente vi si avvicinasse. Solo il padre, sotto "mentite spoglie", all'epoca ritiratosi a vita religiosa, si sarebbe avvicinato al mandante dell'omicidio del figlio, il diarca anziano, dicendogli «Piacciavi, Signore che quello sventurato sia sotterrato sol perché il puzzo che ne viene di lui non faccia noia alla vicinanza»; il conte, riconosciutolo e impressionato dalla furbizia, gli avrebbe permesso di fare quello che più desiderava del corpo martoriato del figlio. Più comune è invece la versione, ripresa implicitamente dalla Divina Commedia di Dante, secondo la quale Marzucco, con addosso il saio dei frati minori, si sarebbe accostato al cadavere di Gano, esclamando frasi di perdono ai presenti e baciando le mani stesse che glielo avevano poco prima strappato, «interponendosi tra i Gherardesca ancora lordi di sangue e i Visconti anelanti alla vendetta». L'evento fu ricordato in alcuni commenti del poema dantesco del canto trentatreesimo dell'Inferno, tra i soprusi attuati dall'anziano diarca Ugolino durante il suo mandato, mentre l'anima stessa di Giano fu incontrata dall'autore in Purgatorio, nel sesto canto:
Gli effetti dell'assassinio si fecero sentire nell'immediatezza, degenerando in veri e propri scontri aperti. A Buti gli armati del conte Ugolino e del giudice Nino giunsero alle armi; grazie all'intervento dei guelfi lucchesi, i Visconti ebbero il sopravvento, e, dopo aver espugnato il castello, scacciarono dal borgo i sostenitori del nonno del giovane diarca. Il centro fu consegnato poi al Comune di Lucca, che fu libero di farne utilizzo. L'intento di Nino era quello di rovesciare l'avo, di cui non sopportava più le «tiranniche disposizioni». Nello stesso periodo nel quale avveniva tutto ciò, il giudice ordinava ad Andreotto Scaccieri di recarsi in Sardegna, con l'obiettivo di convincere il giudice Mariano II d'Arborea ad unirsi al complotto che aveva l'intento di rovesciare il conte di Donoratico. Ugololino della Gherardesca fu posto in cattiva luce dal nipote-rivale, esortato a spogliarsi delle cariche dalle famiglie aristocratiche in attesa del ritorno degli uomini ancora agli arresti nelle carceri genovesi.
I Priori delle Arti, insieme agli altri «ufficiali della Repubblica», timorosi della faida, fecero pressioni affinché sia Nino che il nonno lasciassero il governo; così, nel dicembre 1287, dopo essersi dimesso da Capitano del Popolo, il giudice di Gallura abbandonò con il conte l'incarico di Podestà.

###### Ritorno al potere
In sostituzione dei dimissionari, al vertice del Comune fu posto un bergamasco, Guidoccino de' Bongi, che aveva in passato già preso parte all'amministrazione della città di Pisa. Nonostante la nomina di un nuovo Podestà la situazione politica rimase straordinariamente tesa: Lucca, fedele alla propria vocazione guelfa, inviò a Nino, sotto la guida del capitano Iacopo Morlacchi, un gran numero di fanti e cavalli; da Firenze giunse in sostengo del giudice di Gallura un'intera compagnia. Vista la palpabile instabilità la reggenza del bergamasco fu di breve durata: tra le principali cause dirette fu l'arroganza del conte Ugolino. Nella primavera del 1288 Guido Spezzalaste, sostenitore del nonno di Nino, venne arrestato per aver circolato armato nel centro cittadino; il conte Ugolino, tralasciando il proprio stato di privato cittadino, ordinò al Podestà di liberarlo immediatamente. Ma questi si rifiutò, vista l'inderogabilità della legge. Ugolino, con le armi alle mani, occupò con i seguaci il palazzo del Comune e quello del Popolo; subito dopo, ordinò al Podestà bergamasco di lasciare Pisa entro le successive 24 ore. Rapidamente, grazie alle proprie abilità diplomatiche, riuscì ad ottenere l'approvazione delle principali famiglie e dell'arcivescovo Ruggieri, dovendo però ammettere nuovamente al vertice dell'amministrazione dell'impero commerciale del comune toscano Nino. Il Fragmenta historiae pisanae auctore anonymo annota che il "destino" si manifestò ai diarchi durante questa giornata: racconta infatti che quando i due si recarono al palazzo del Comune per l'insediamento i loro cavalli si «levonno malamente». Nino e suo nonno si addentrarono così nell'ultima fase del loro duumvirato, destinato ad un finale drammatico.

###### Trattative con Genova
Fin da subito, all'indomani della Meloria, i numerosi prigionieri pisani detenuti nelle carceri liguri, avevano esercitato pressioni nei confronti degli esponenti politici in patria affinché si giungesse alla loro liberazione. Oberto Spinola, capitano del popolo genovese, non solo spinse verso una risoluzione più rapida possibile, ma consentì ai più influenti nobili catturati durante la grande battaglia del 1284 di formare una legazione che convincesse il governo pisano. A questi sforzi si opposero nettamente i Doria, che ricorsero all'omicidio pur di prevalere. La stessa nomina di Nino a Capitano del Popolo e Podestà fu parzialmente frutto del volere dei prigionieri, che vedevano in lui il loro paladino. Il giudice di Gallura aveva infatti fin dalla propria comparsa nelle cronache dopo la Meloria ribadito il proprio volere di liberarli a qualunque prezzo, addirittura una possibile cessione della città di Cagliari.
Nel 1286 fu nominato, insieme al nonno materno Ugolino della Gherardesca, capitano del popolo della repubblica di Pisa. Nel 1287 Nino si appropriò del titolo di podestà di Pisa e iniziò a concludere accordi con i ghibellini e il potente arcivescovo Ruggeri, ma, poco dopo, la ritorsione del conte Ugolino, che riassunse e accentrò la carica di signore di Pisa, lo costrinse alla fuga e all'esilio (1288).
Tentò allora di promuovere iniziative contro la Pisa ghibellina da parte dei comuni di Genova, Firenze, Lucca. Nacque inoltre, probabilmente in questo periodo, a Firenze, la sua profonda amicizia con il giovane Dante Alighieri.
Spesso a Pisa, gli fu vicario in Gallura il sardo frate Gomita, da lui comunque poi fatto impiccare per corruzione: Dante lo inserì tra i barattieri nel ventiduesimo canto dell'Inferno.
Nel 1293 il giudice venne nuovamente esiliato da Pisa, ma negli anni successivi era ancora alla ricerca di appoggi contro il governo della repubblica a Lucca, Firenze, San Gimignano e Siena.

### Morte
Recatosi in Gallura, Nino morì nel 1296, a 31 anni circa, e chiese che il suo cuore venisse conservato non a Pisa, ma a Lucca (nella chiesa di San Francesco), all'epoca in mano guelfa. Il corpo, quasi certamente, fu tumulato nella chiesa pisana di San Francesco, insieme agli altri Visconti e i della Gherardesca, fra cui l'avo Ugolino.
Con la sua scomparsa i suoi domini furono ereditati dalla figlia Giovanna, all'epoca bambina, la quale almeno sino al 1308 gestì la Gallura tramite vicari, quando Pisa rese definitiva l'occupazione delle terre sarde appartenute ai Visconti.
La vedova di Nino Visconti, Beatrice d'Este, figlia di Obizzo II d'Este, signore di Ferrara e Modena, e di Jacopina Fieschi, sposò in seconde nozze Galeazzo I Visconti, signore di Milano.
L'unica figlia di Nino, Giovanna (1291-1339), crescerà appunto in questa città, sposerà Rizzardo II da Camino (1274-1312), signore di Treviso, e trasferirà i propri diritti nominali sul giudicato sardo al fratellastro Azzone Visconti.
Nino Visconti viene ricordato da Dante Alighieri come "giudice Nin gentil", nel canto ottavo del Purgatorio.